# 水原华城
水原华城（：／ Suwon Hwaseong */?），又稱作华城，是韓國京畿道水原市中央的一座堡壘。這個朝鮮堡壘由朝鮮王朝正祖從1794年到1796年建成，以紀念他的父親莊獻世子。華城位於首爾以南3公里处，其城墙围绕水原市区中心大部，内建有朝鲜正祖的行宫。1997年經联合国教科文组织列为世界文化遺產。
水原华城设施完备，有城墙、宫殿、四个城门以及两座水门。水原川是水原主要河川，會经由水门，流过华城的中央。

## 建造

水原华城堡壘地圖

最初，正祖建设华城的动机是迁都，因为水原是汉城和黄海之间的战略要地。同时，正祖希望远离汉城内炽烈的党争，并让水原成为和汉城比肩的首善之城。因此他出台激励政策，不仅奖励搬迁到水原的人民，还免除其十年租税。正祖还下令在华城内建造学校等公共建筑，使其匹配首都的职能。
另外一个原因是，正祖希望避免万历朝鲜战争时朝鲜战线崩溃的历史重演。当时朝鲜的城墙大多是用于简单防御，而人民在战争时要撤退到单独建造的山城中去避难。华城与众不同之处在于将防御功能结合在城墙里，城墙上不仅有用于防御的弩台和雉堞，亦有用于攻击的暗门。
华城于1794年开始建造，1796年10月10日竣工，主要设计者是实学家丁若镛。丁若镛在华城的设计中结合了朝鲜与中国的传统建筑技术，以及刚刚传入朝鲜的西洋知识。例如，华城城墙的主要材料不是土而是砖，建造时也使用了滑轮和起重机。
建设华城总共投入人力七十万，成本为银两八十万七千两及米一千五百袋。由于实学的影响，华城的建设不是通过徭役这样的义务形式，而是政府雇佣劳力并支付报酬完成。

## 華城建築記錄
正祖驾崩后不久，记录华城建造过程的档案《華城城役儀軌》在1801年被公開。这份仪轨共十卷，第一卷是建筑计划及监工的名单；接下来六卷是建造的实录，例如来自王室的命令及工人的报酬支付情况。最后三卷记载了宫殿建设情况，以及人员的分工。在仪轨中还记载了各种建材的详细用量。朝鲜战争中，华城遭到严重破坏，因此从1970年起，韩国方面便按照这份仪轨修复了华城。
法文版于1898年由法國駐韓國領事昂利·谢瓦利埃（Henry Chevalier）出版，德文版則參考班贝格大学趙斗元（韓語：/Cho Doo-won）的論文翻譯而来。

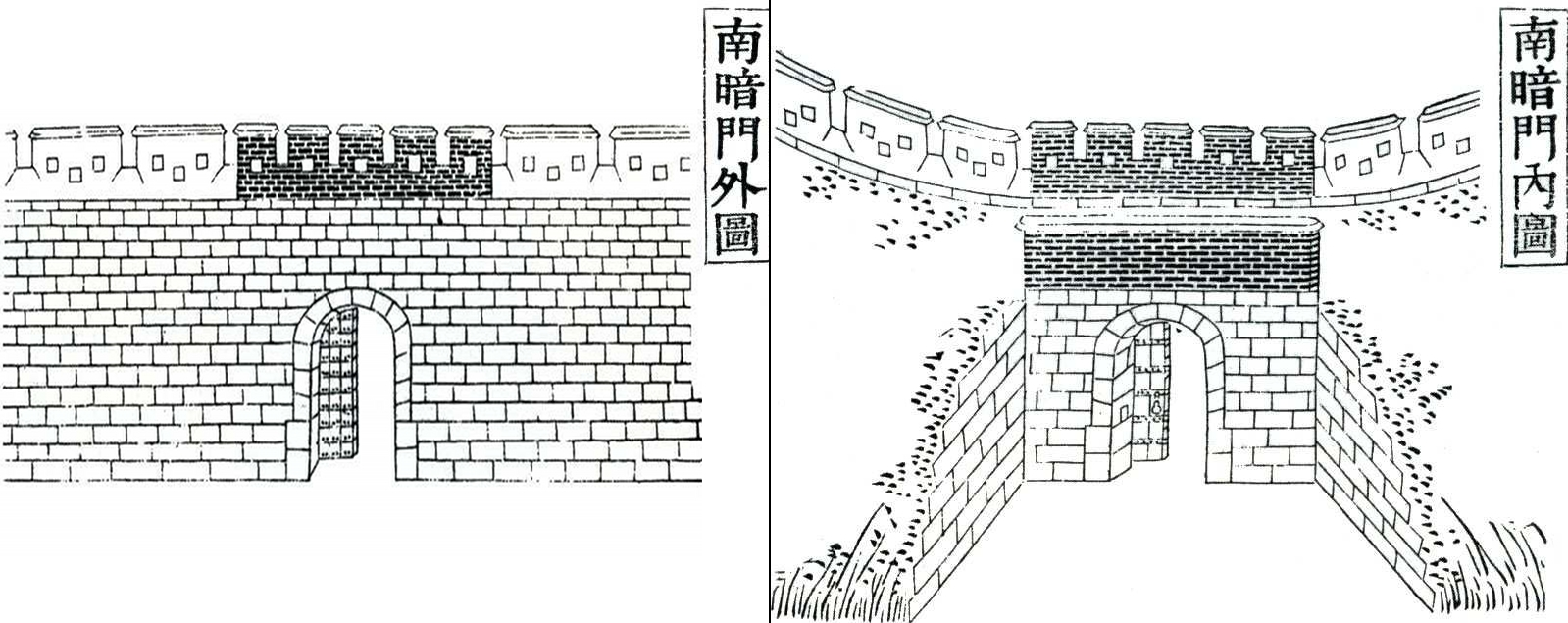
南暗門
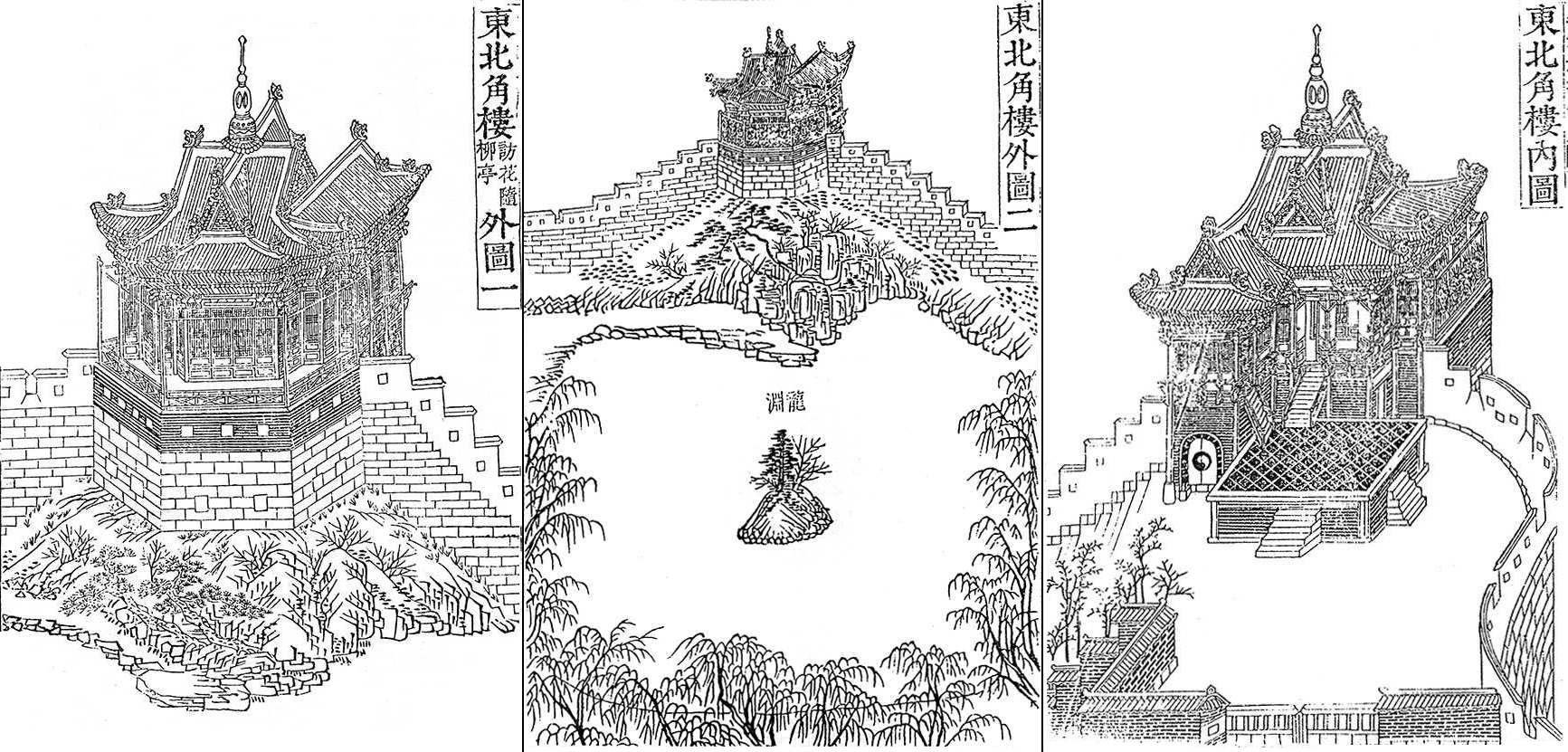
東北角樓
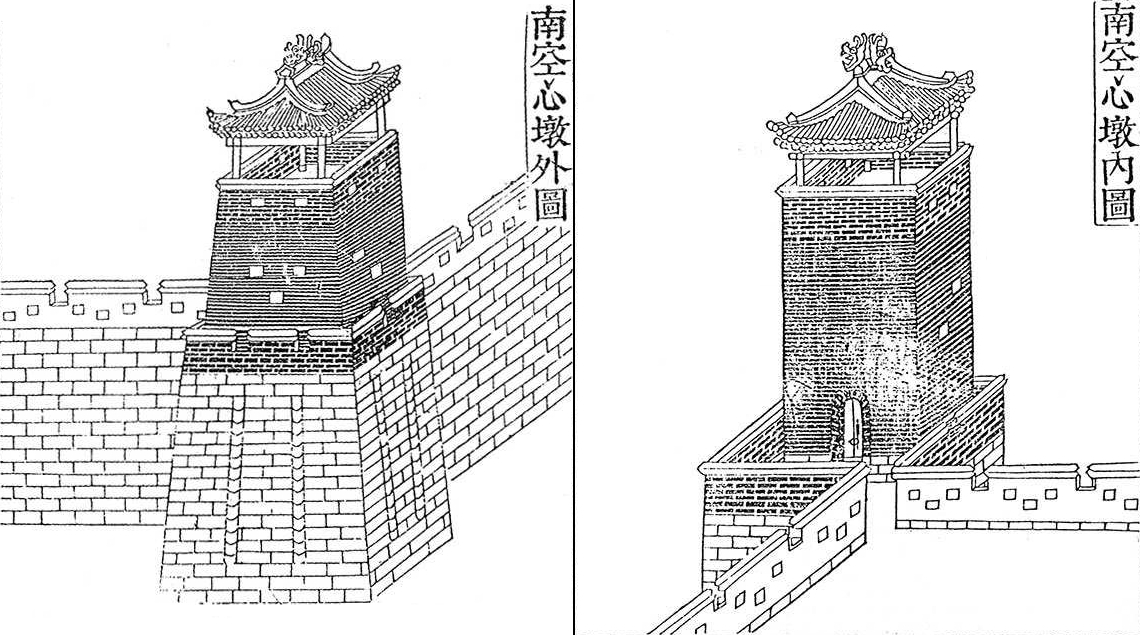
南空心墩
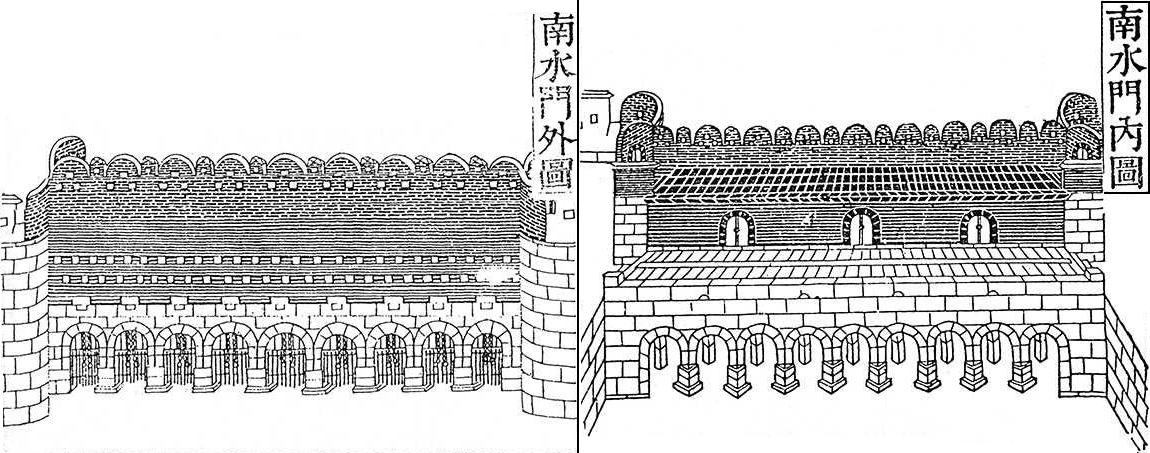
南水門
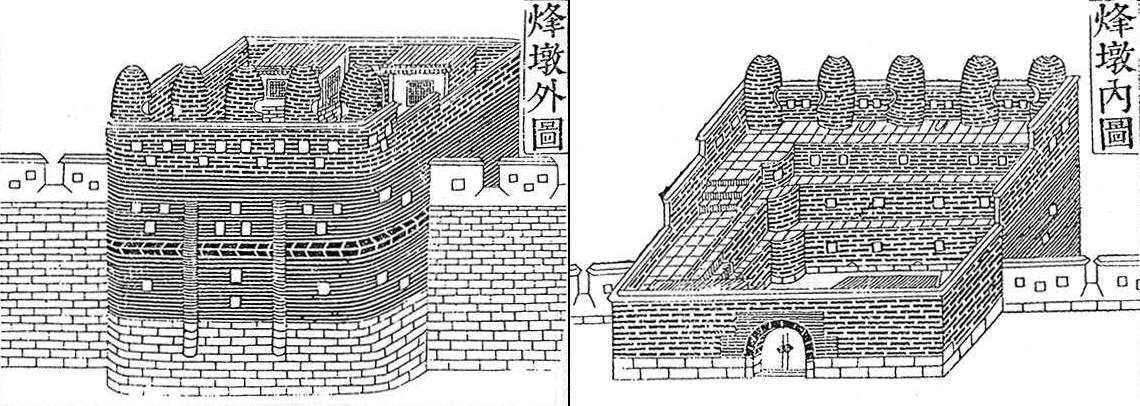
烽墩

## 主要建筑
- 长安门，华城北门，门楼五间，左右有双阙，门外有瓮城
- 八达门，华城南门
- 苍龙门，华城东门
- 华西门，华城西门
- 华虹门，建于正北的水门
- 访花随柳亭，位于华虹门之东，又名东北阁楼
- 西将台
- 华城行宫，正门为中阳门，正殿为惠庆宫居住的奉寿堂，国王寝宫为洛南轩，还有长乐堂、景龙馆、维与宅、左翊门、右翊门、新丰楼、未老闲亭等建筑。
- 华城乡校
- 大有屯，位于华城西北方的国营农场
- 万石渠，石砌水库

## 結構介紹

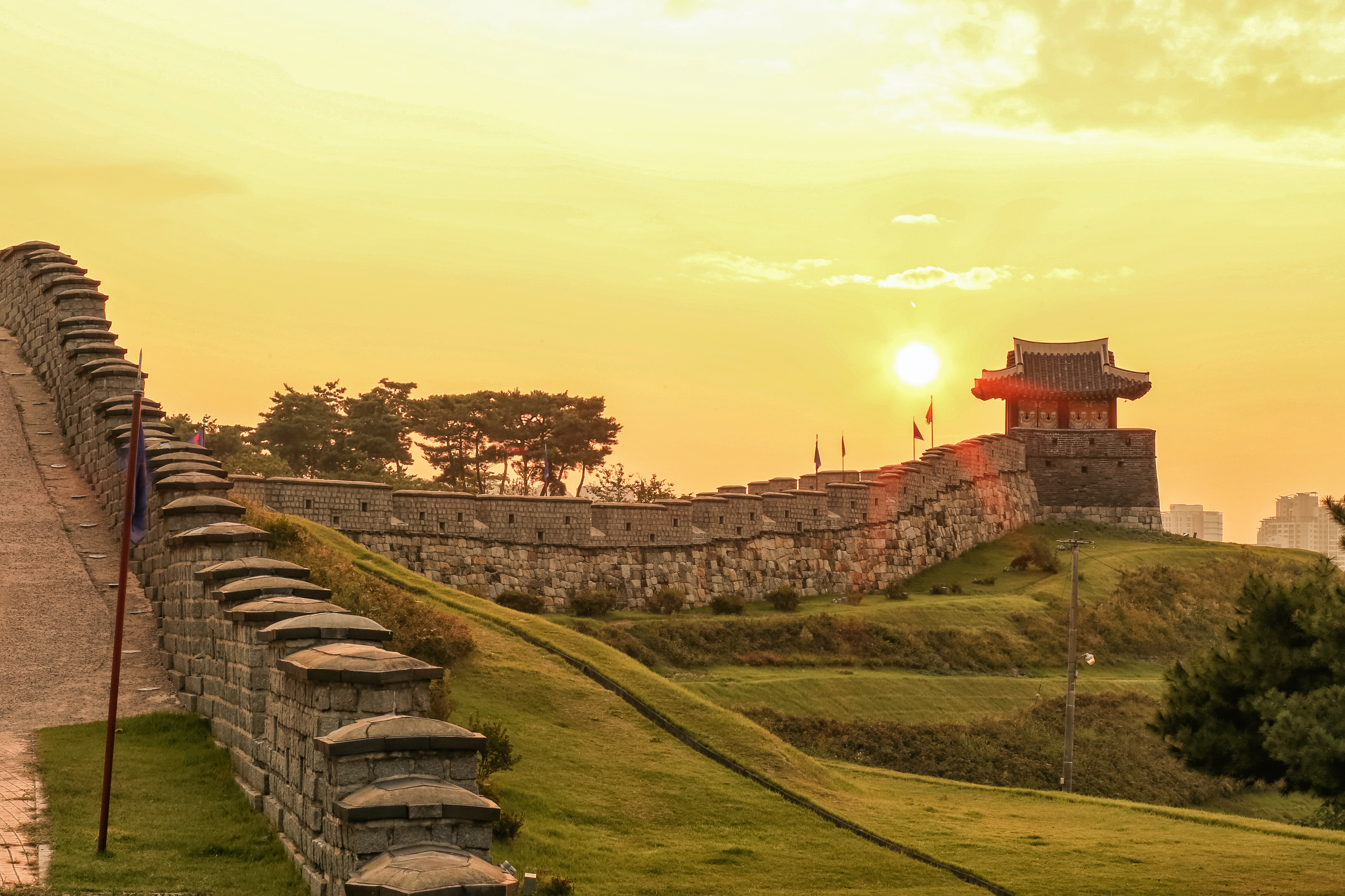
水原華城城牆

### 城牆
城牆的長度為5.74公里，長度介乎於4至6米之間，最初包圍約1.3平方公里的土地。在平原上的城墙会高过两侧的山丘，因为山上的城墙无需造得太高便可构成地势优势。雉堞高1.2米左右，为砖石材质。城墙维护状况良好，适于步行。

### 四大城门

#### 长安门
长安门是华城的北门，也是正门，同时是现今韩国最大的古城门。它是仿照崇礼门建造的，为重檐庑殿顶，材质也类似。长安门外有瓮城，设有两个敌台。长安门的名称显然是来自中国古都长安，寄托了正祖希望华城繁荣昌盛的愿望。

#### 八达门
八达门是华城的南门，与长安门一样是重檐庑殿顶，有瓮城和两个敌台。其名称是寓意“四通八达”。如今八达门两侧的城墙已经损坏，成为繁华的商业街。

#### 苍龙门
苍龙门是华城的东门，单檐庑殿顶，有瓮城。名称来源取自“青龙”。如今的苍龙门是1978年重建的。

#### 华西门
华西门是华城的西门，单檐庑殿顶，有瓮城。

### 現今的入口
由于华城重建时已是1970年代，许多居民区和道路当时已经建成，因此不得不采取妥协，保留这些现代化设施。對於其中三條步道來說，這些步道已經被重建為兩個相鄰結構之間的橋樑：
- 進入北門的橋樑介乎北門長安門和北東敵臺之間
- 進入東門的橋樑介乎東北弩臺與東北空心墩之間
- 進入西門的橋樑介乎西門華西門與西北空心墩之間。此外，與八達山相關的兩個小地下通道也被保留。它們分別位於西1炮塔和南炮塔附近。

至於最大的南入口，已倒塌的城墙和四個結構（西南和東南敌台，南暗門和南空心墩）根本沒有重建，現在的八達門仍然與華城其他部分隔絕，平日周围只剩车水马龙。

### 其他結構
在水原華城城牆上的所有結構（見下面的描述）中，最引人注目的是
- 水門
- 剩餘的兩個烽墩，而兩層至三層樓和獨特的木製涼亭就在頂部，並擁有槍支射擊和監視的銃眼。
- 空心墩，它有五個煙囪可以使煙霧或火焰發出不同的信號。當一個人煙囪被點燃是當是區域表明和平，兩個煙囪意味著敵人被發現，三個煙囪警告說敵人即將到來，四個煙囪意思是敵人已經進入城市，五個煙囪同時亮起來是一場警戒，戰鬥已經開始了。

### 砲樓與鋪樓
因為漢字词在朝鮮語中會出現同音異義，而砲樓和鋪樓用諺文都写作포루，因而產生華城幾個設防結構的命名衝突。根據官方權威文件《華城城役議軌》，為華城不同種類的設防結構取不同的名稱是方便分類。這樣就可以將砲楼和鋪樓分類。
以下圖片集展示了這些結構在設計中的差異及作用性:

東: 東砲樓 동砲樓
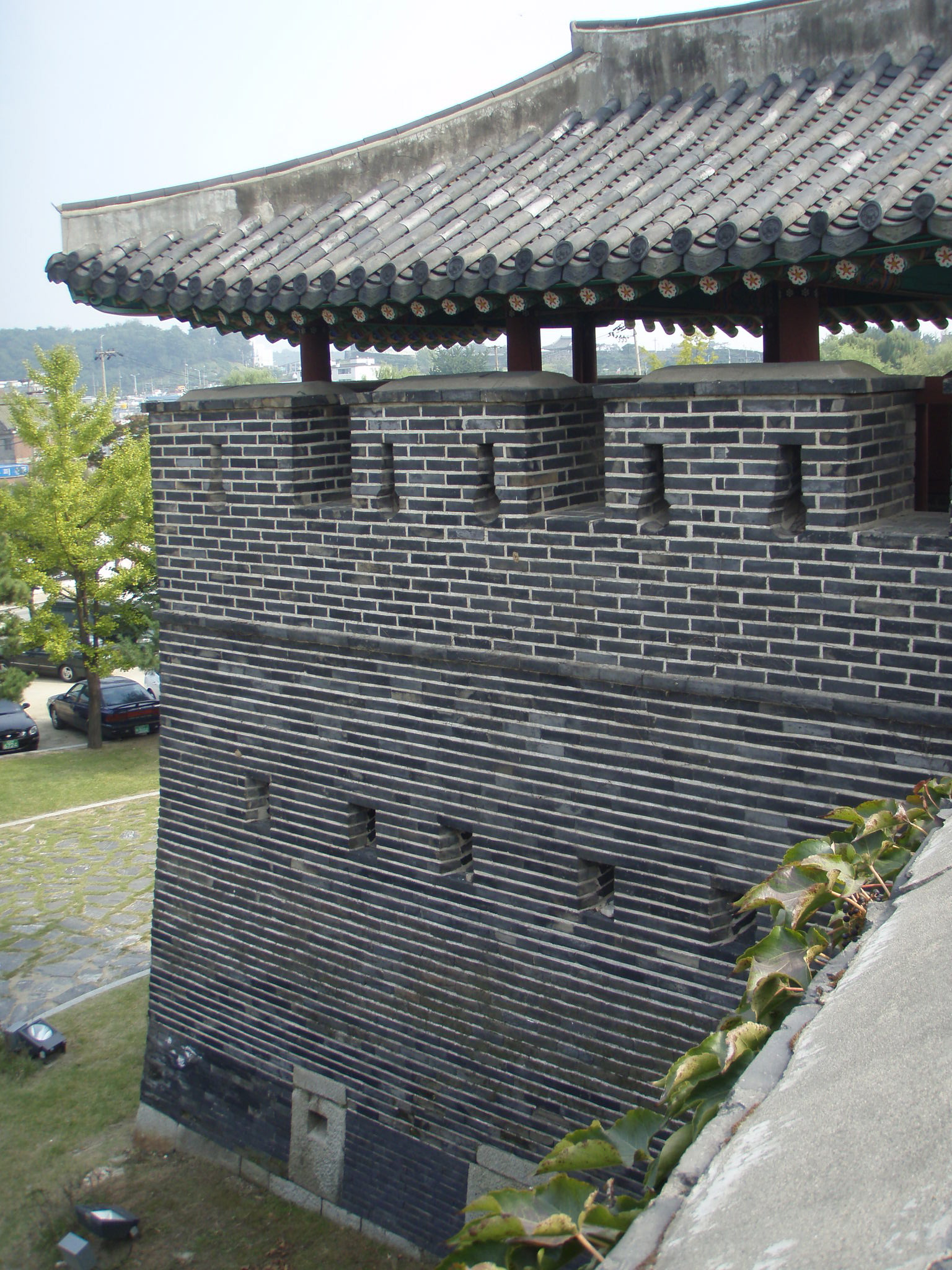
東北: 東北砲樓 북동砲樓
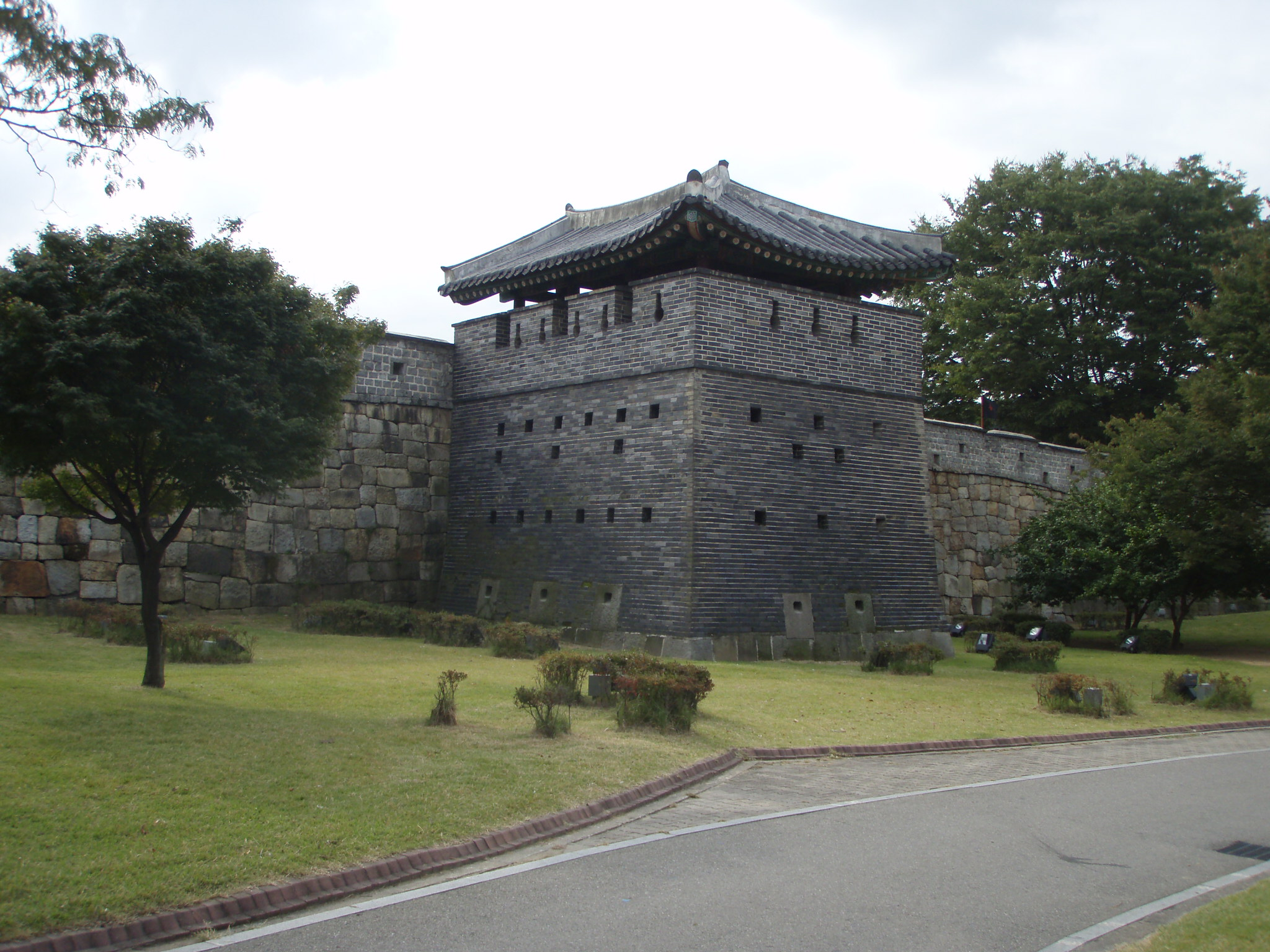
西北: 西北砲樓 북서砲樓
西: 西砲樓 서砲樓
南: 南砲樓 남砲樓

東2: 東二鋪樓 동2鋪樓
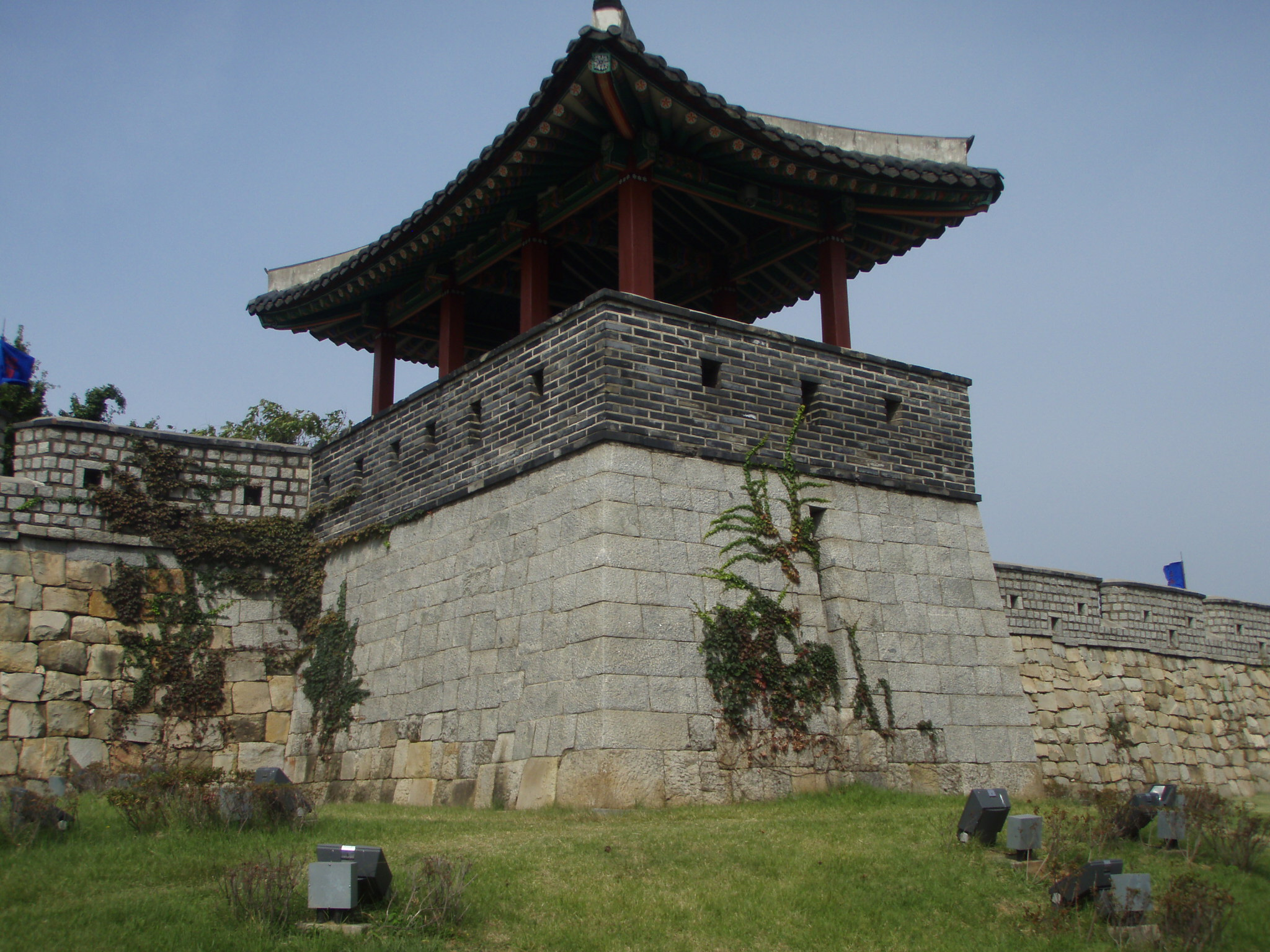
東1: 東一鋪樓 동1鋪樓
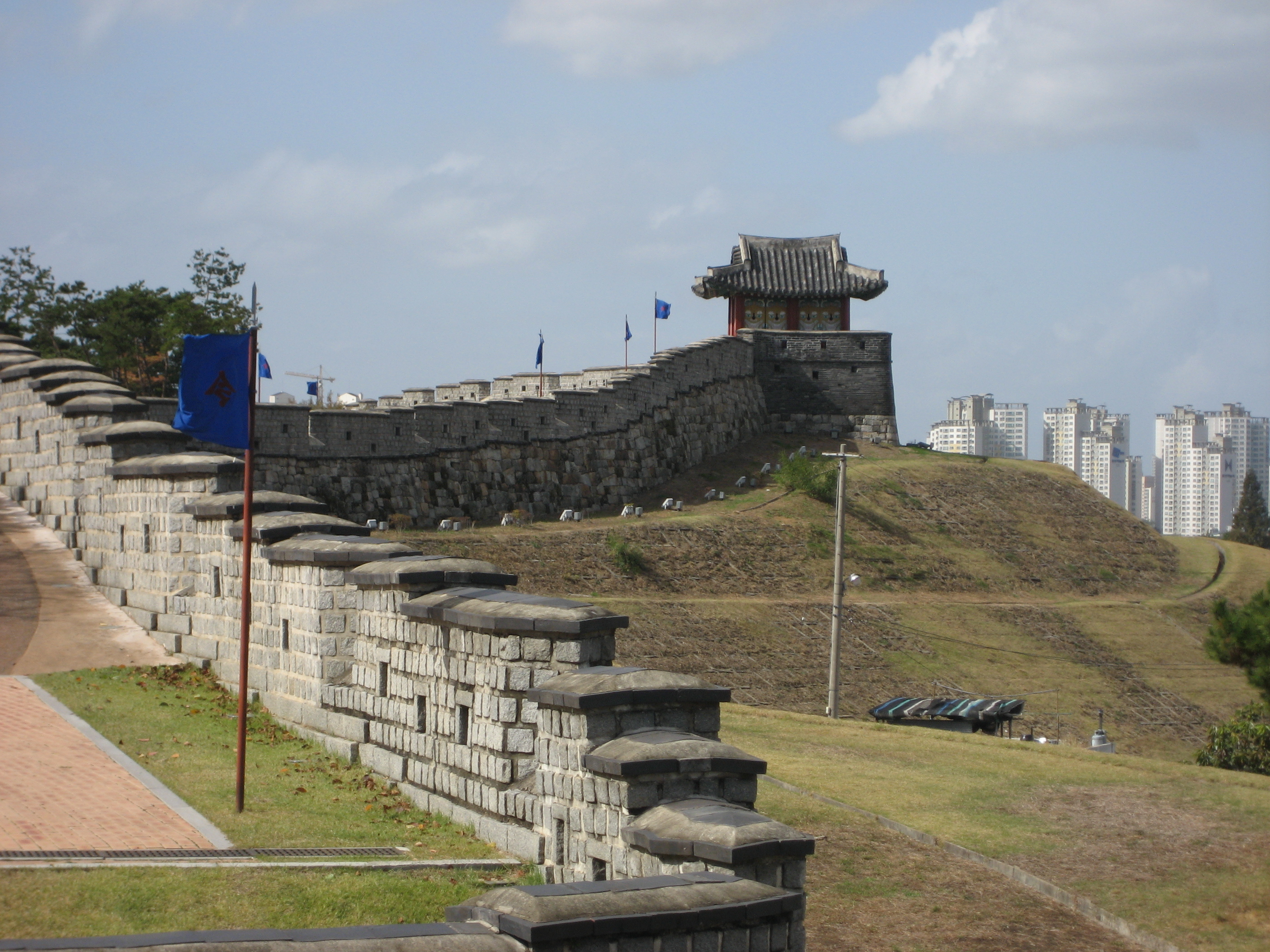
東北: 東北鋪樓 북동鋪樓
北: 北鋪樓 북鋪樓
西: 西鋪樓 서鋪樓

## 城牆上48個主要結構
沿城牆的48個原始結構（包括已經消失的部分）可以按照其功能進行排序：
- 主要城門 (4): 南、東、北和西
- 水門 (2): 南、北
- 烽墩 (1): 烽墩
- 甬道 (1): 西南甬道 (용도)
- 將臺 (2): 東、西
- 角樓 (4): 東南、東北、西北、西南
- 敵臺 (4): 南東, 北東, 北西, 南西
- 暗門 (5): 南, 東, 北, 西, 西南
- 空心墩(3): 南, 東北, 西北
- 舖樓 (5): 東2, 東1, 東北, 東, 西
- 砲樓 (5): 東, 北東, 北西, 西, 南
- 弩臺 (2): 東北, 西
- 雉樓 (10): 東3, 東2, 東1, 北東, 西1, 西2, 西3, 東南1, 東南2, 南

其中四個結構被排除在重建之外。西南和東南門敵臺，南暗門和南空心墩均位於南門(八達門)附近。它們將繼續被清除，以提供遊客和居民所需的現代化道路。
這48個結構也可以如「首爾指南」般按照「城牆」列出，或「亞洲歷史建築」
.在這裡，這些結構以南門（使用水原公共交通的接入點）開始以逆時針方向順序列出。
1. 南門 (남문)
2. 南東敵臺 (남동적대)
3. 南暗門 (남암문)
4. 南空心墩 (남공심돈)
5. 南水門 (남수문)
6. 東南角樓 (동남각루)
7. 西三雉 (동삼치)
8. 東二舖樓 (동이포루)
9. 烽墩 (봉돈)
10. 東二雉 (동이치)
11. 東砲樓 (동포루)
12. 東一雉 (동일치)
13. 東一舖樓 (동일포루)
14. 蒼龍門 (창룡문)
15. 東北弩臺 (동북노대)
16. 東北空心墩 (동북공심돈)
17. 東將臺 (동장대)
18. 東暗門 (동암문)
19. 東北砲樓 (동북포루)
20. 北暗門 (북암문)
21. 東北角樓 (동북각루)
22. 華虹門 (화홍문)
23. 北東砲樓 (북동포루)
24. 北東雉 (북동치)
25. 北東敵臺 (북동적대)
26. 長安門 (장안문)
27. 北西敵臺 (북서적대)
28. 北西砲樓 (북서포루)
29. 北砲樓 (북포루)
30. 西北空心墩 (서북공심돈)
31. 西門 (서문)
32. 西北角樓 (서북각루)
33. 西一雉(서일치)
34. 西砲樓 (서포루)
35. 西二雉 (서이치)
36. 西弩臺 (서노대)
37. 西將臺 (서장대)
38. 西暗門 (서암문)
39. 西砲樓 (서포루)
40. 西三雉 (서삼치)
41. 西南暗門 (서남암문)
42. 西南甬道 (용도)
43. 甬道西雉 (용도서치)
44. 西南角樓 (서남각루)
45. 甬道東雉 (용도동치)
46. 南砲樓 (남포루)
47. 南雉 (남치)
48. 南西敵臺 (남서적대)

### 南門 (남문)
37°16′39″N 127°01′01″E / 37.27750°N 127.01694°E

八達門 （韓語：팔달문），通常被稱為南門 ，坐落於水原市中心要道之圓環上。
由於在韓戰期間八達門倖免於難，所以沒有經歷與城牆上其他結構的廣泛重建。 因此，一些橫樑已經廣泛下垂，所以自2010年9月開始，八達門正在進行全面拆除，修理和重新組裝門的屋頂。

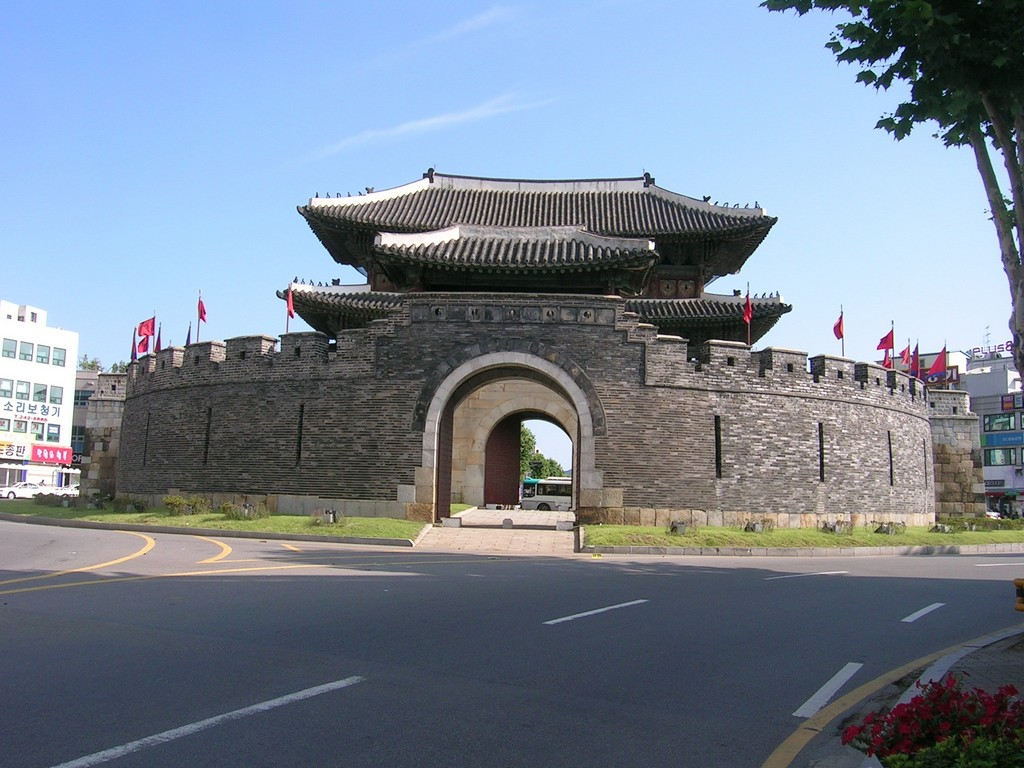
看不到交通工具的八達門南面和內城
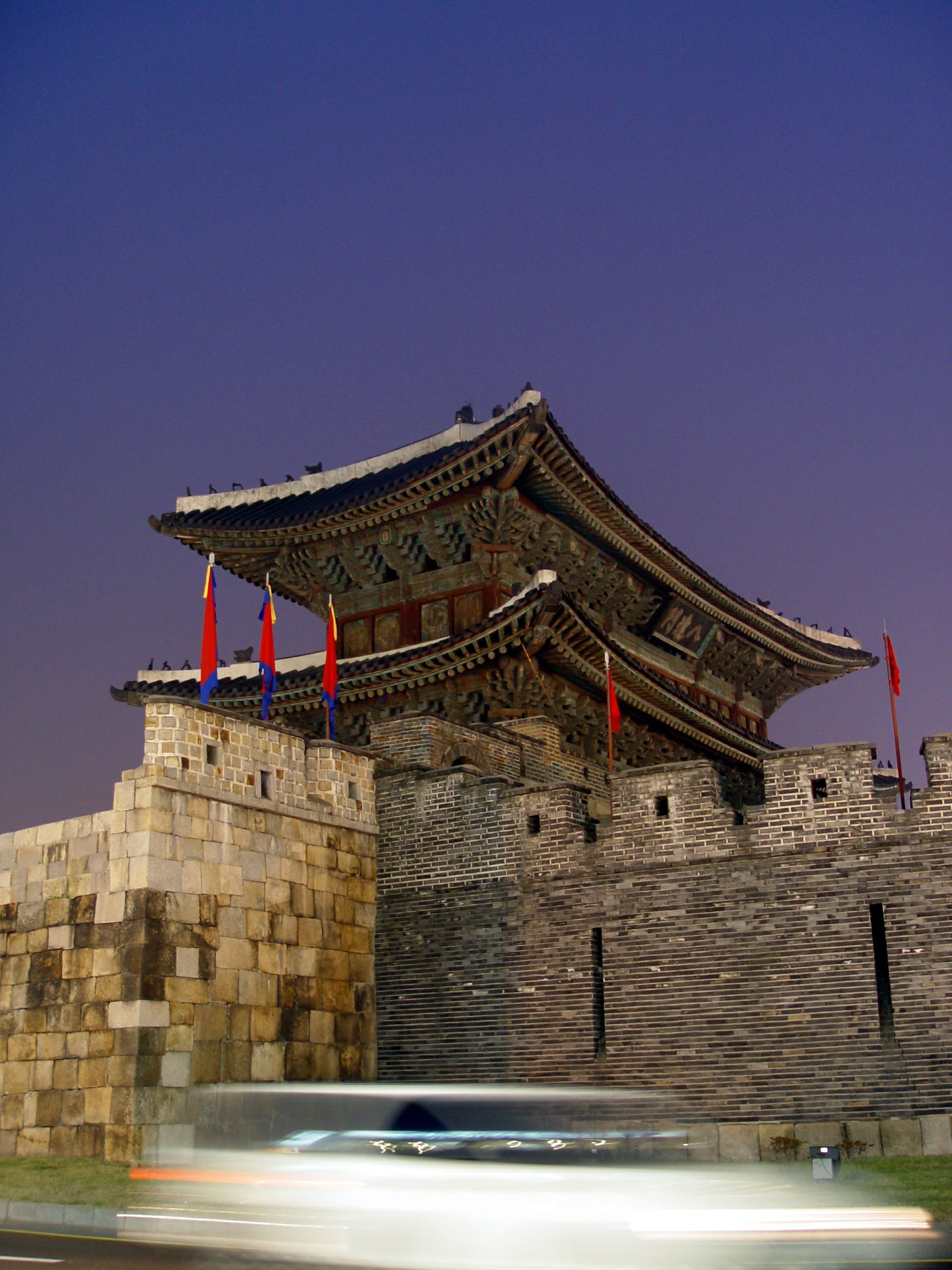
西面的黃昏的
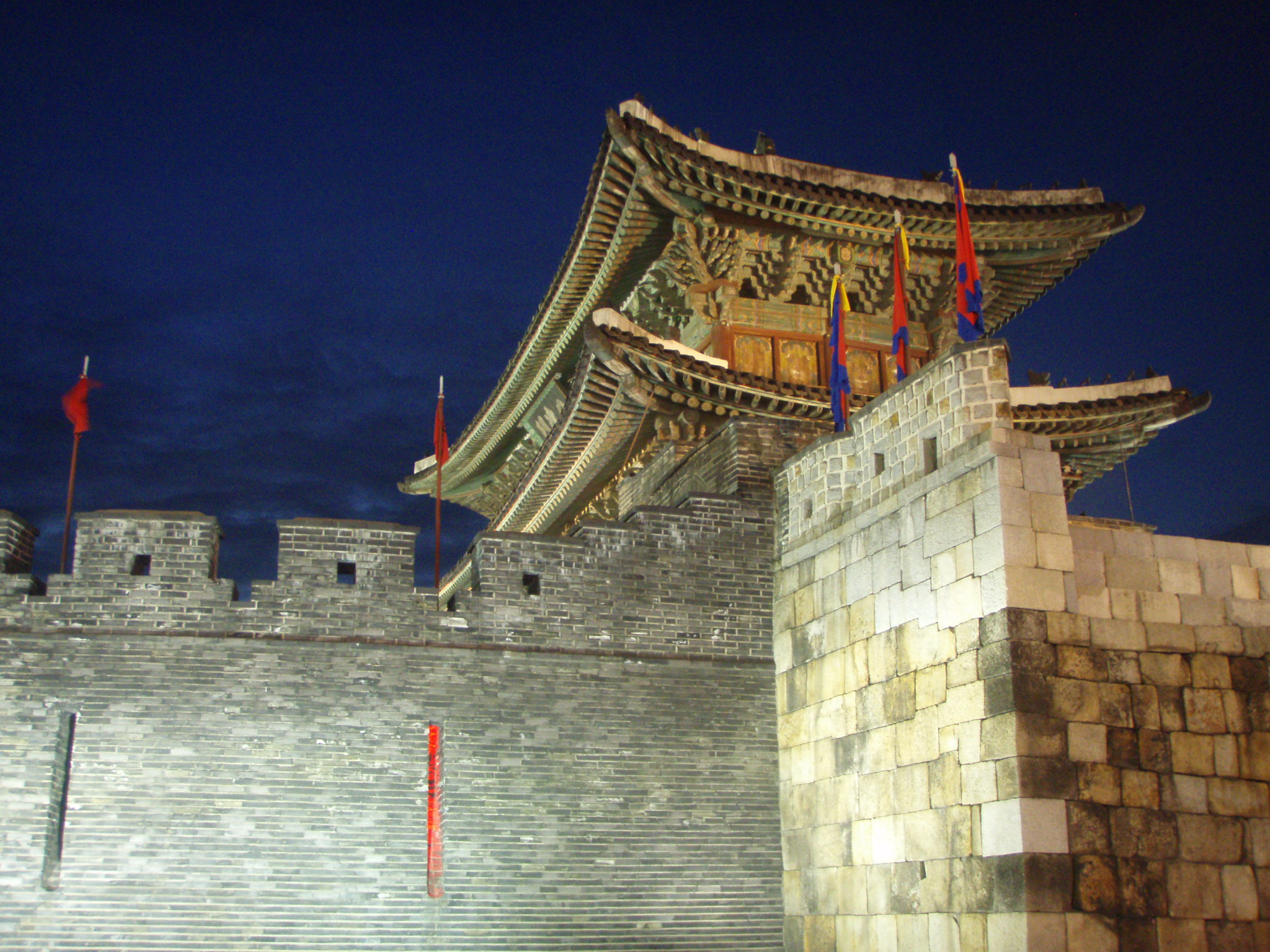
東面的夜晚
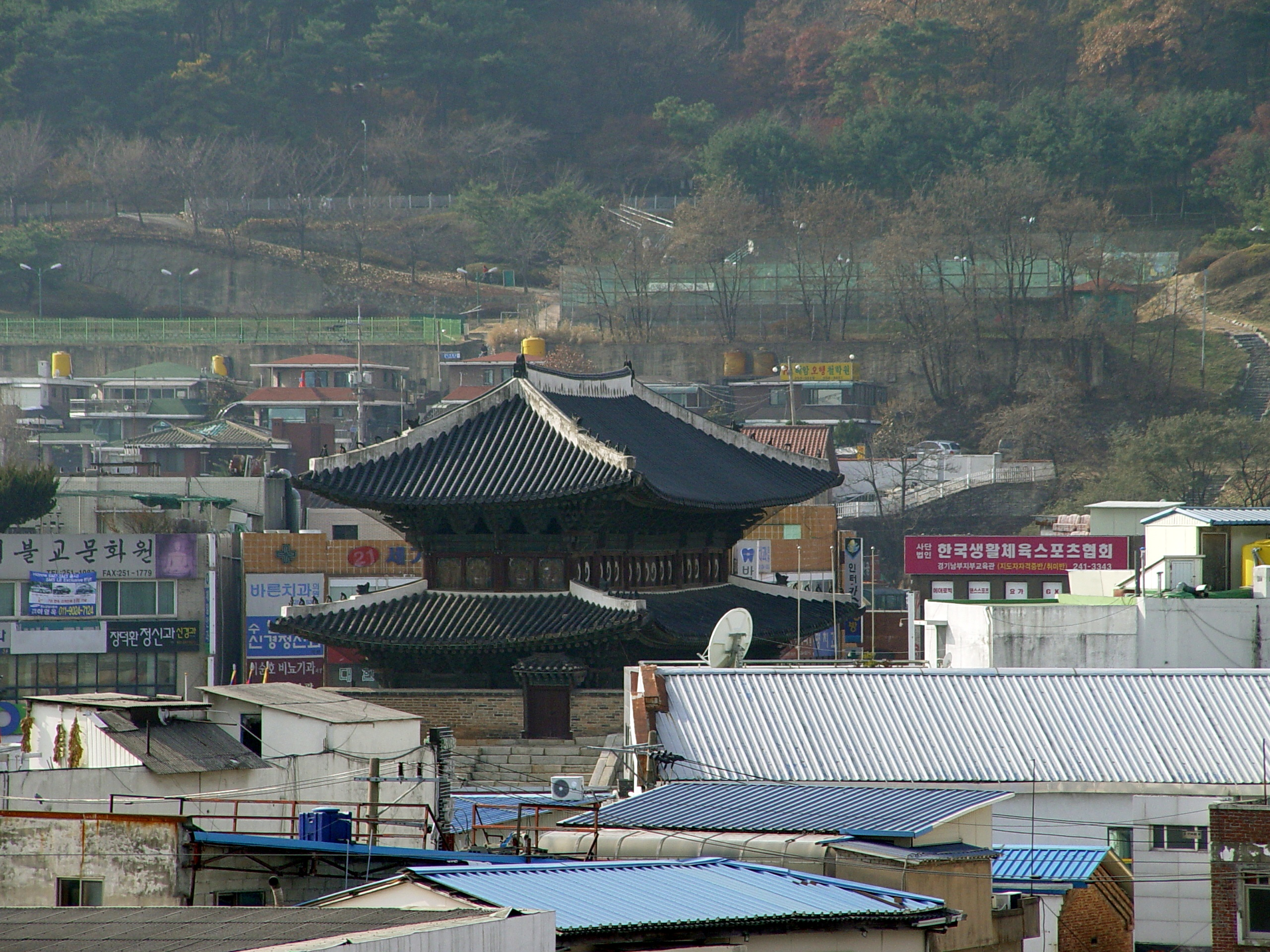
從東南角樓的屋頂看

### 東南敵臺 (남동적대)
華城南北門兩旁都設有敵臺。今天只剩下北門(長安門)得以保留。

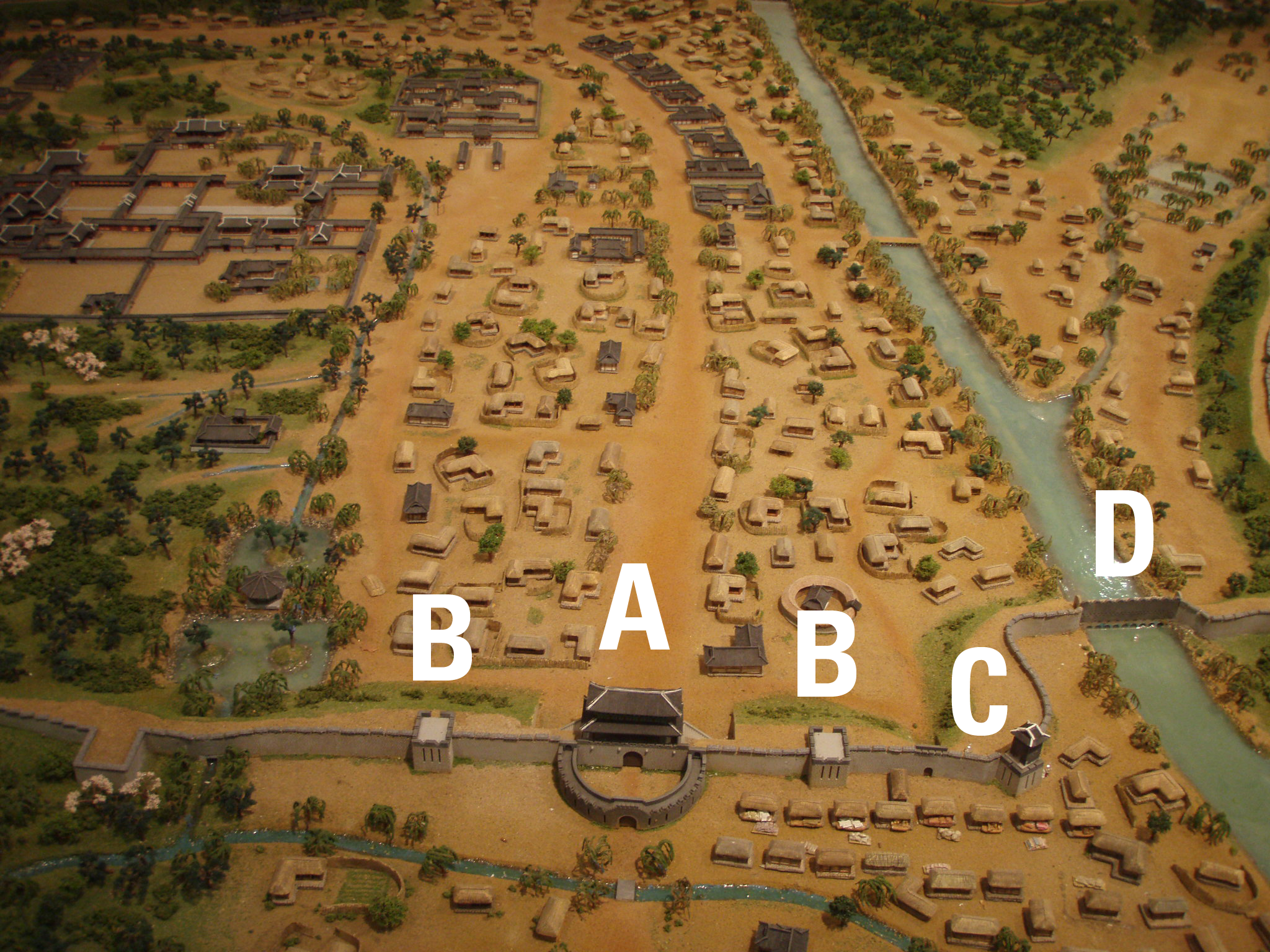
A:八達門; B:西南敵臺 & 東南敵臺; C:東南空心墩; D:南水門

### 南暗門 (남암문)
此門已經消失。

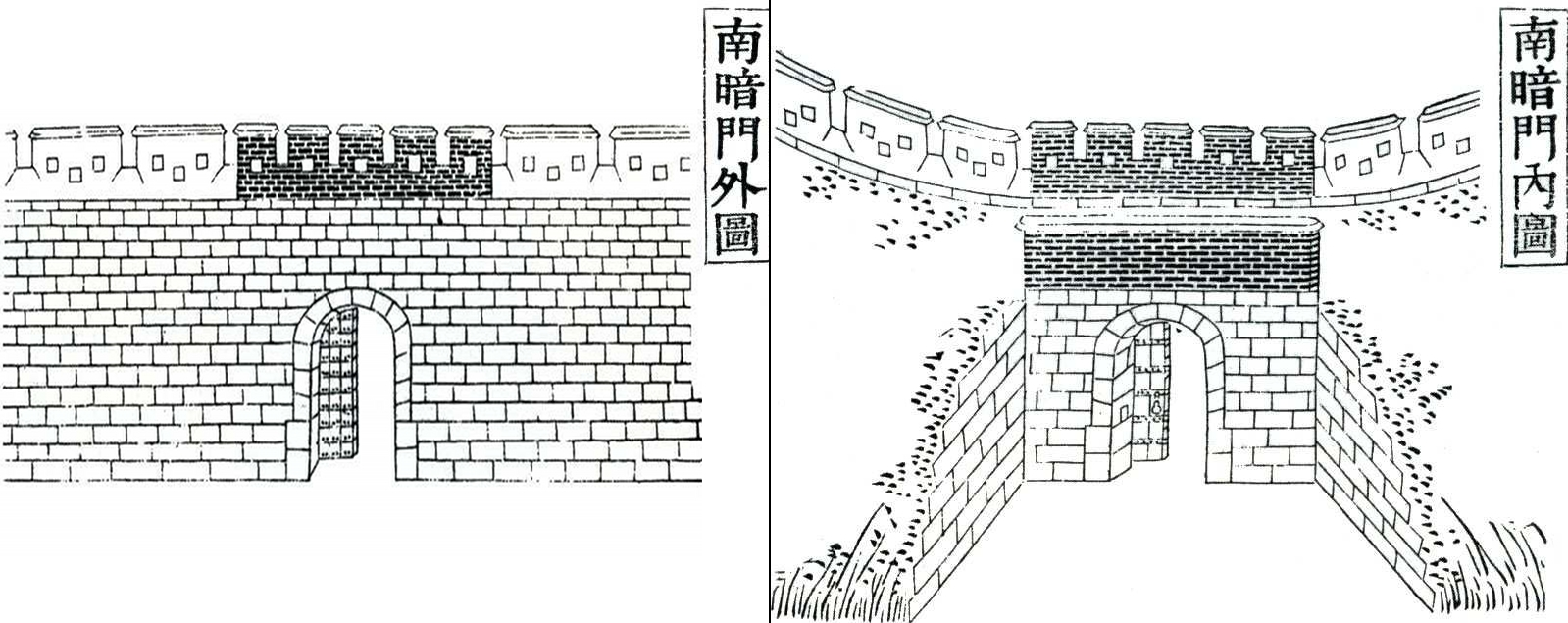
儀軌設計圖

### 東北舖樓 (동북포루)
37°17′15″N 127°01′11″E / 37.28750°N 127.01972°E

東北舖樓位於北部和東部的暗門之間，保護了他們的郊外。
這個結構不能與北東砲樓混淆。

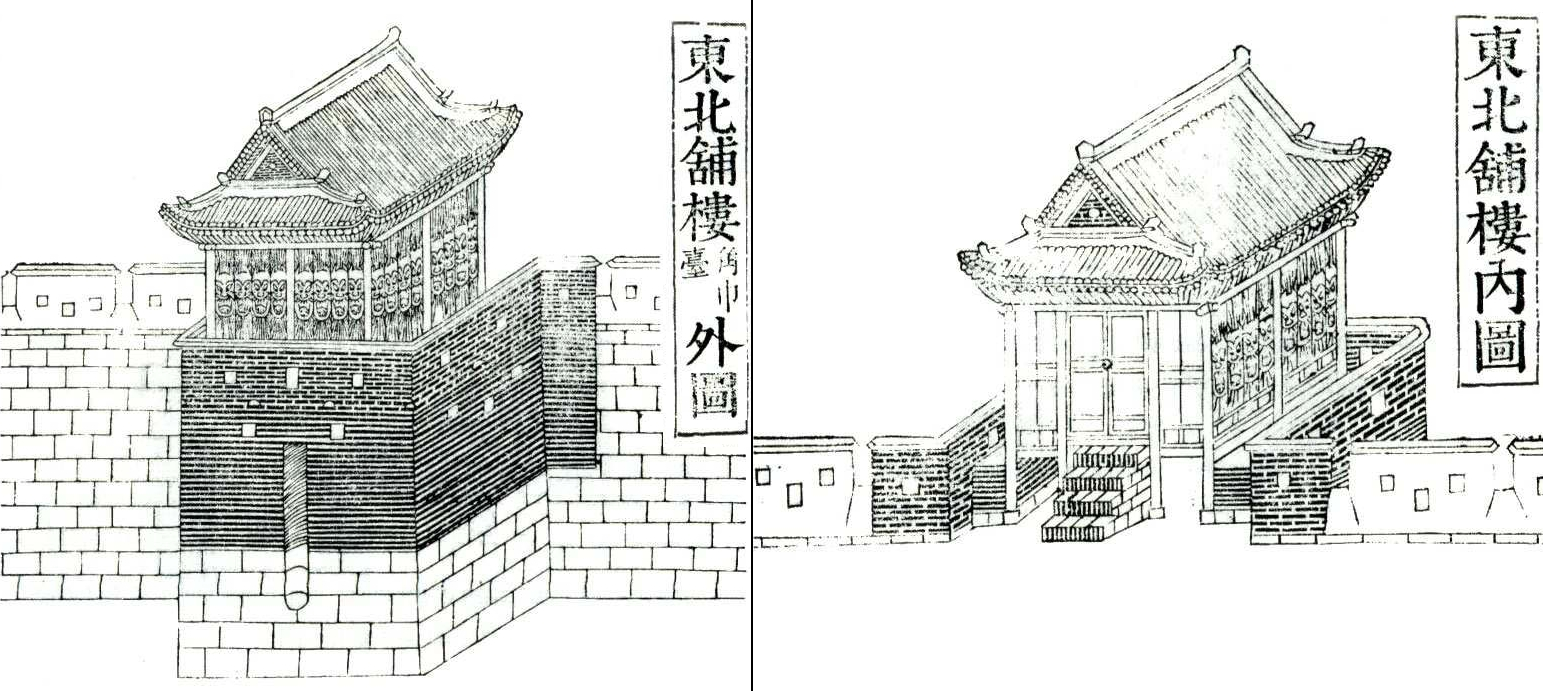
儀軌圖

### 北暗門 (북암문)
37°17′14″N 127°01′07″E / 37.28722°N 127.01861°E

北暗門，官方稱為第3北暗門是三個原結構中唯一剩下的暗門。它靠近東北角樓。

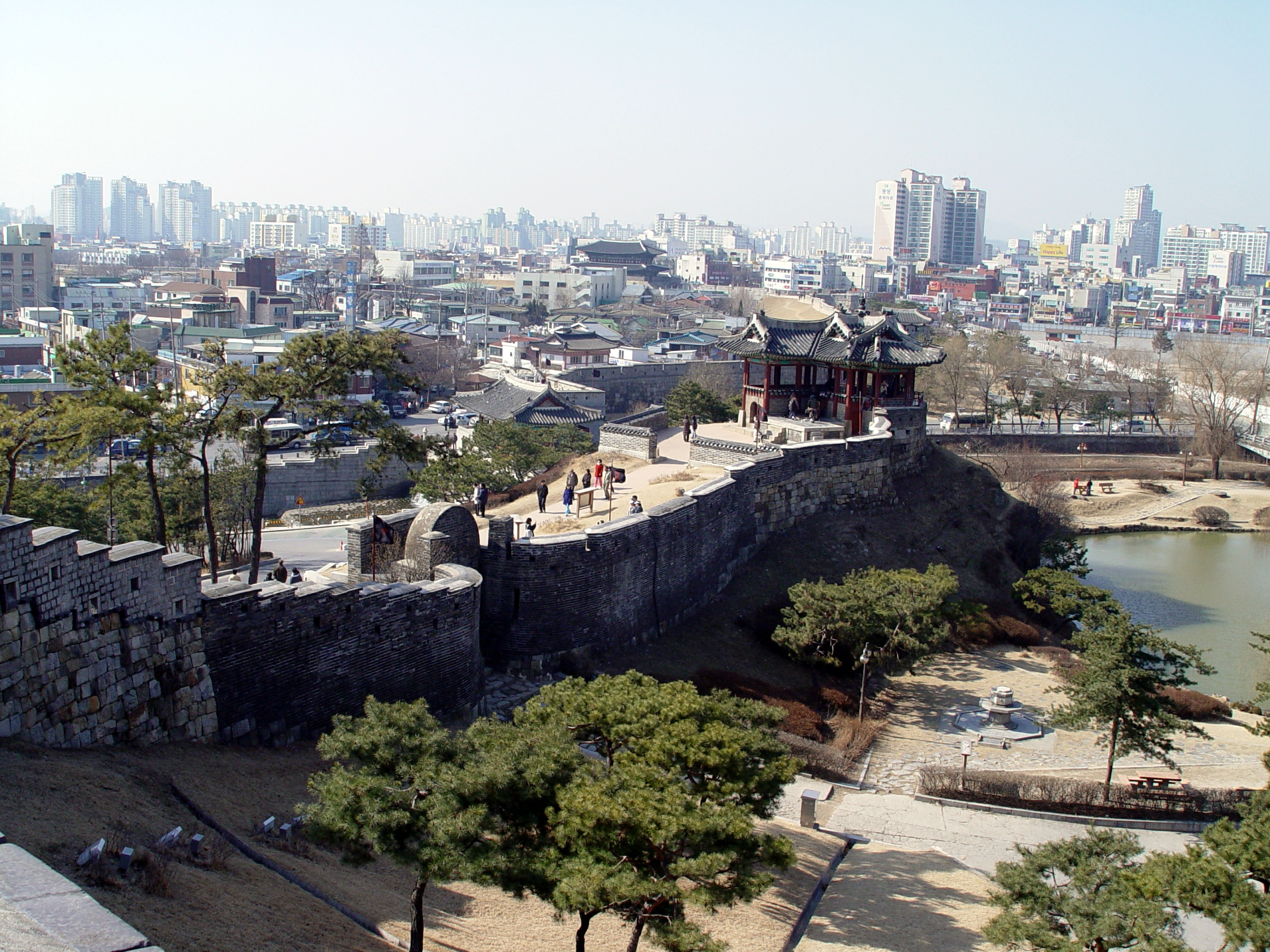
暗門和東北角樓
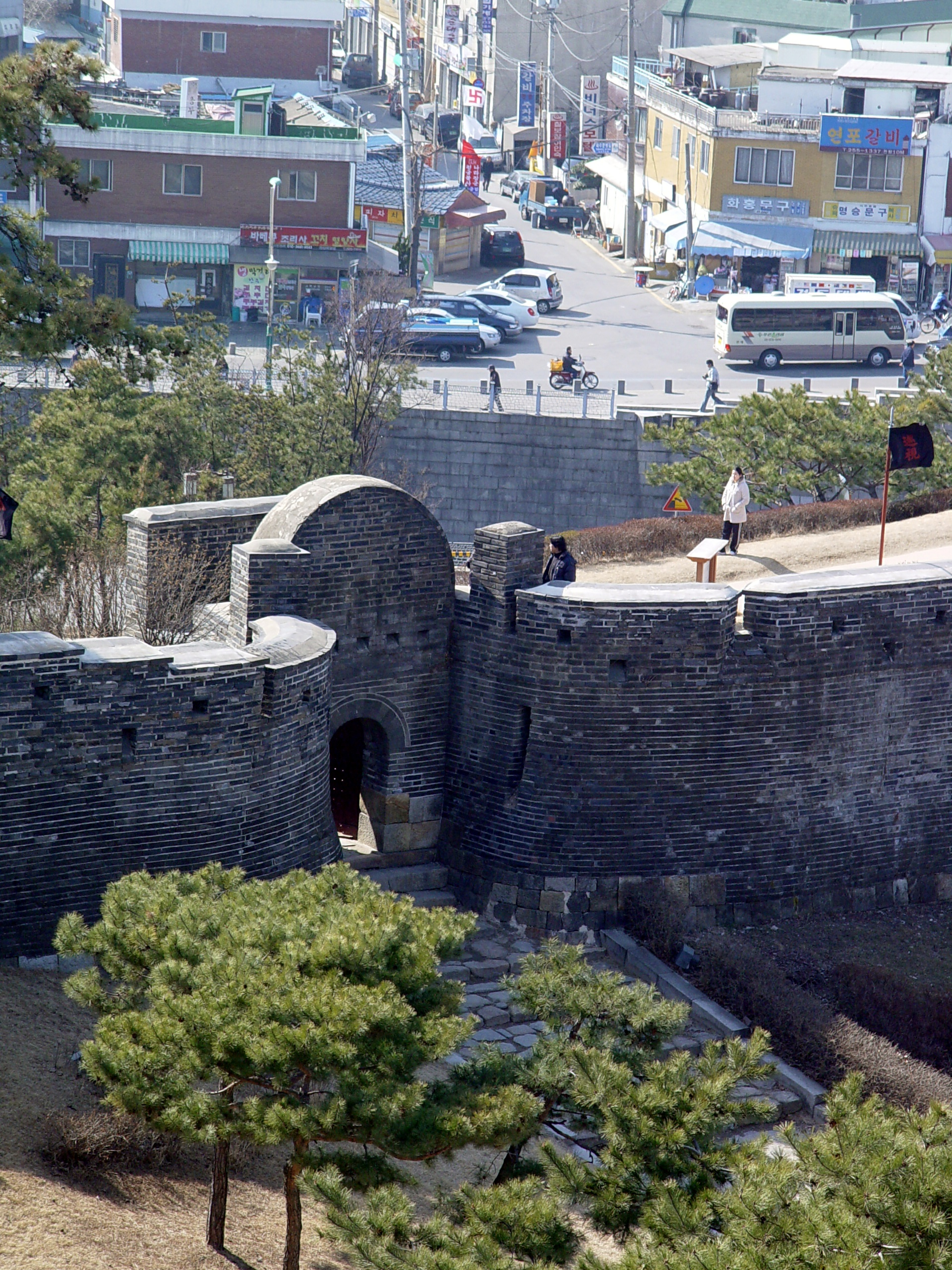
從城牆上看到的北暗門
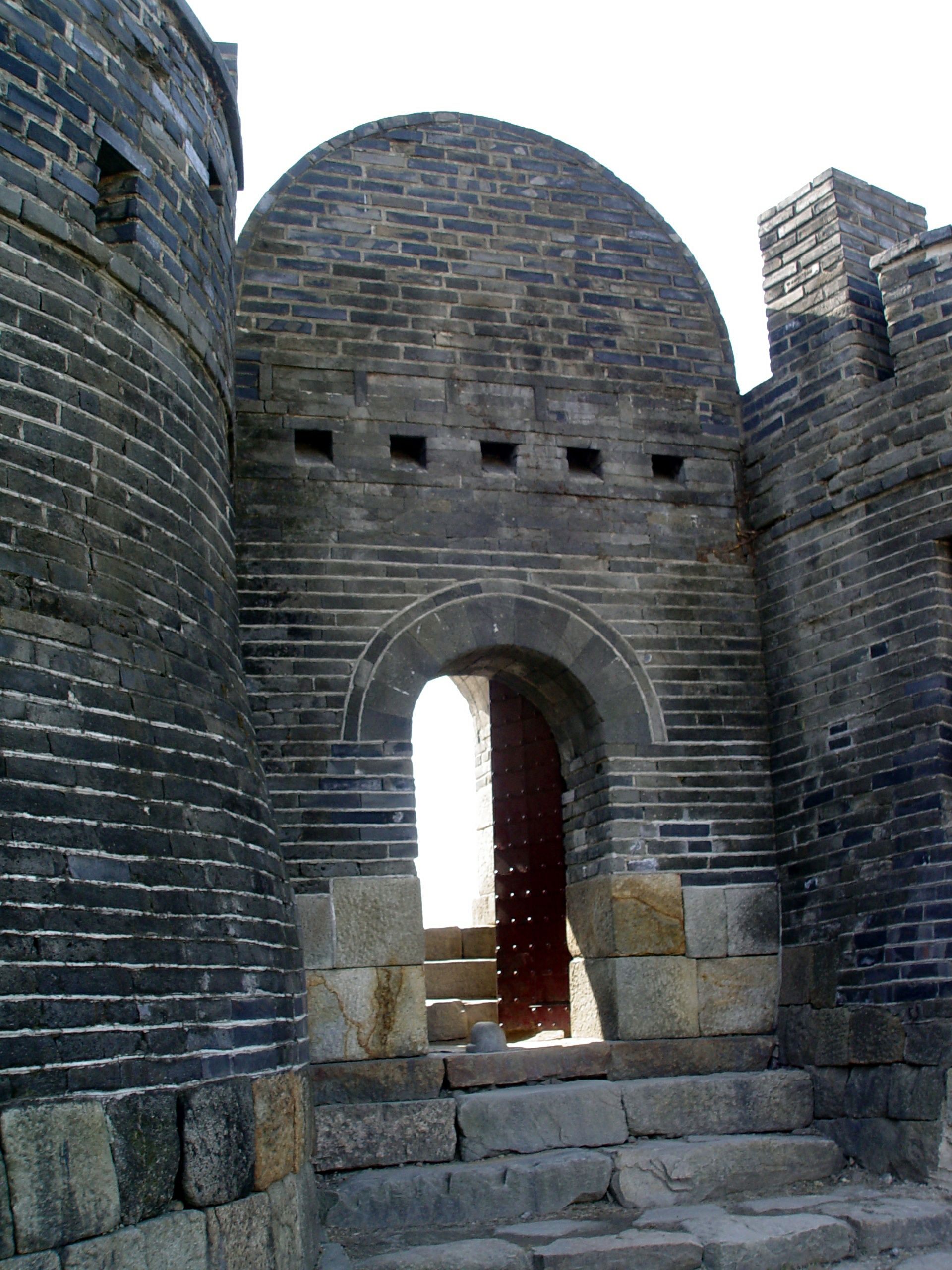
外部
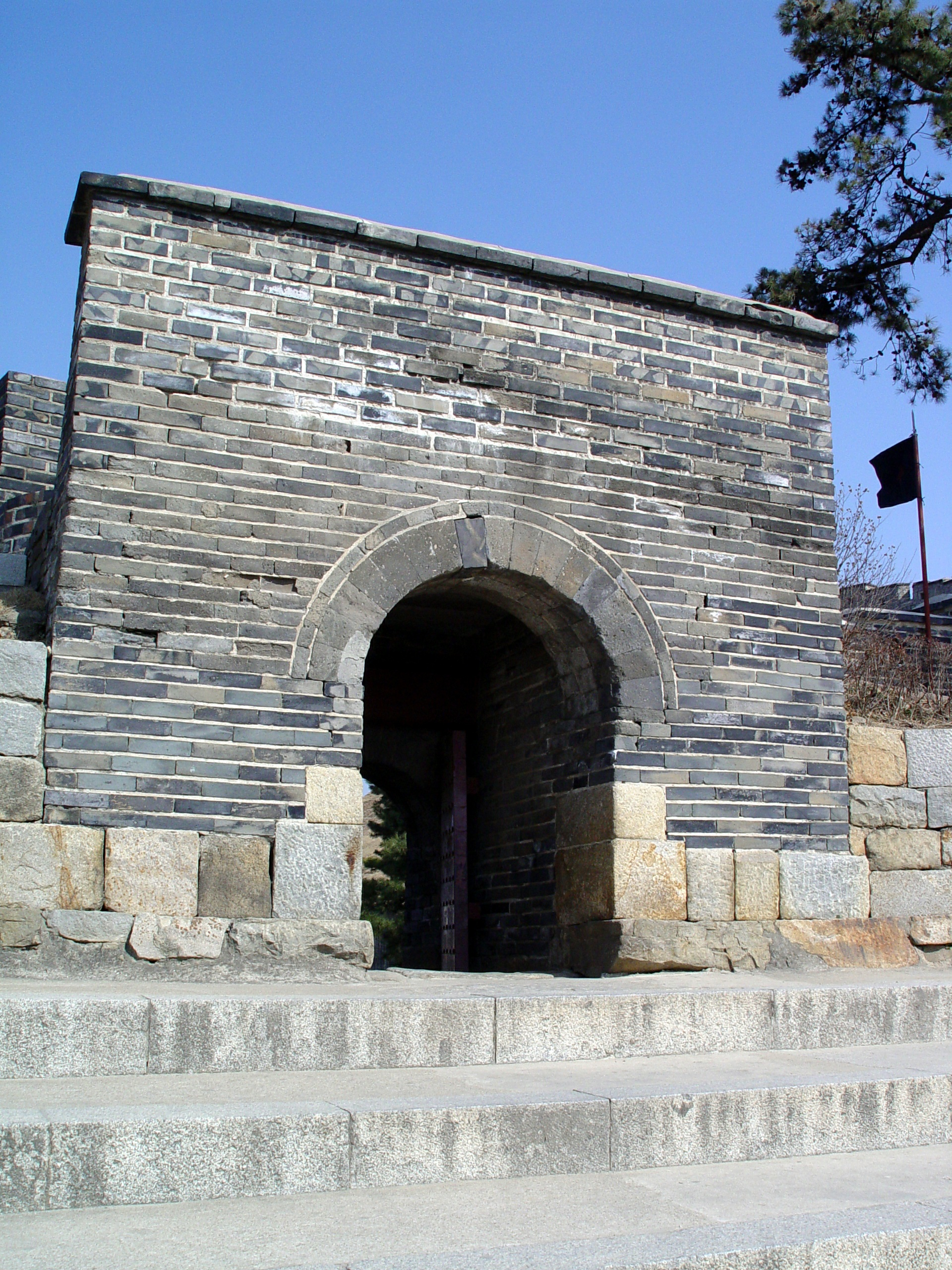
內部
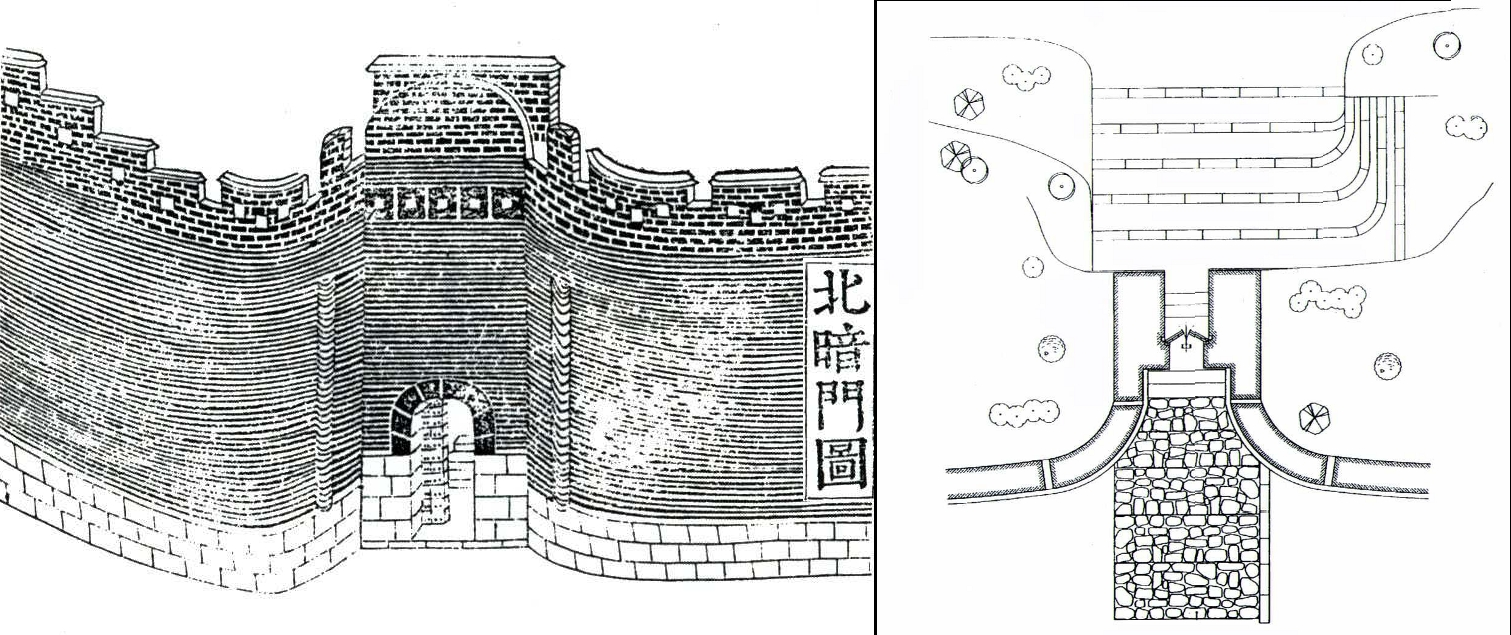
儀軌圖

### 西門 (서문)
37°17′08″N 127°00′35″E / 37.28556°N 127.00972°E

華西門 (韓語：화서문)是華城的西門。它的石頭基座上蓋著一層層的木製亭子。

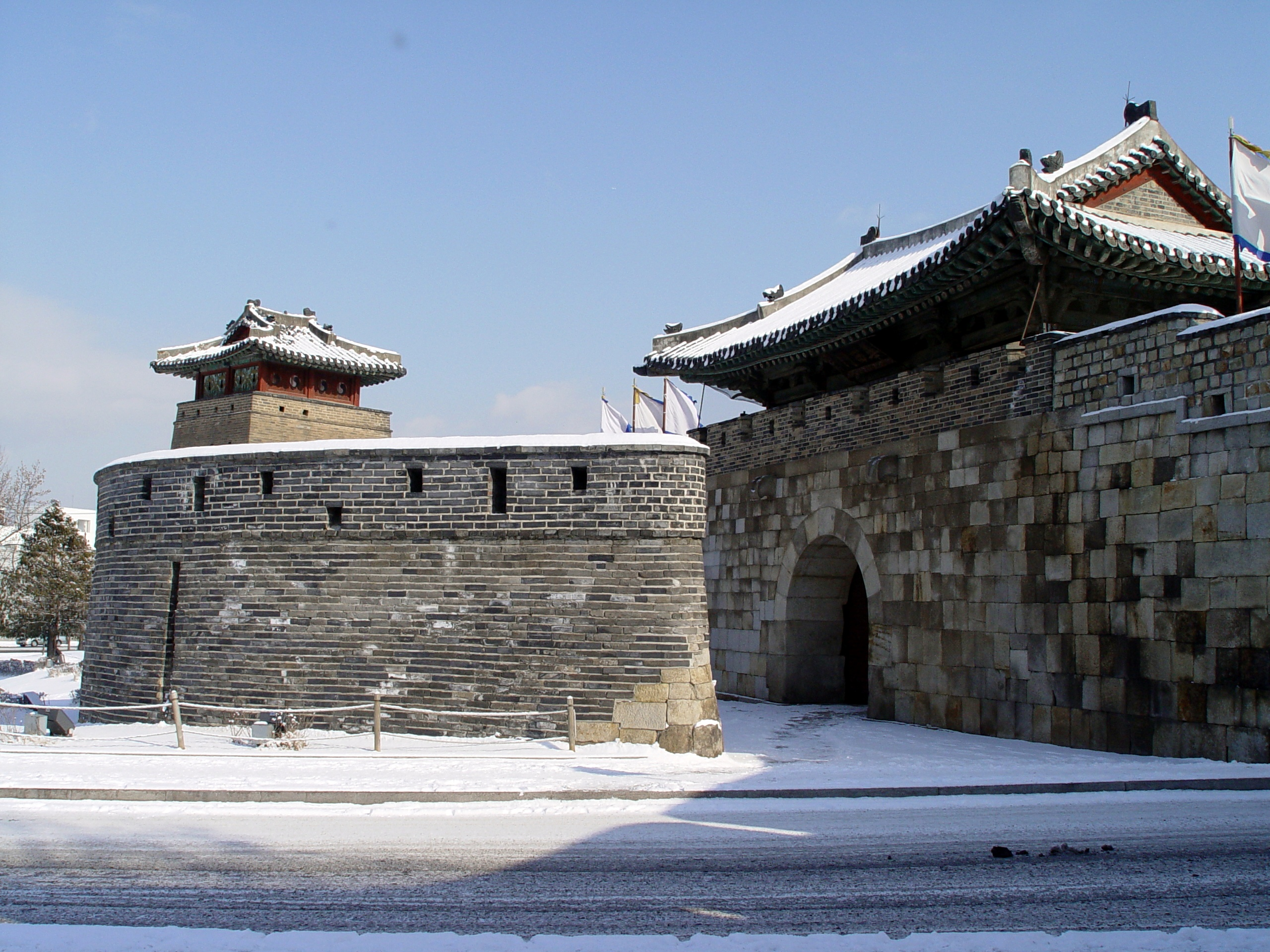
從外面看雪地的城牆
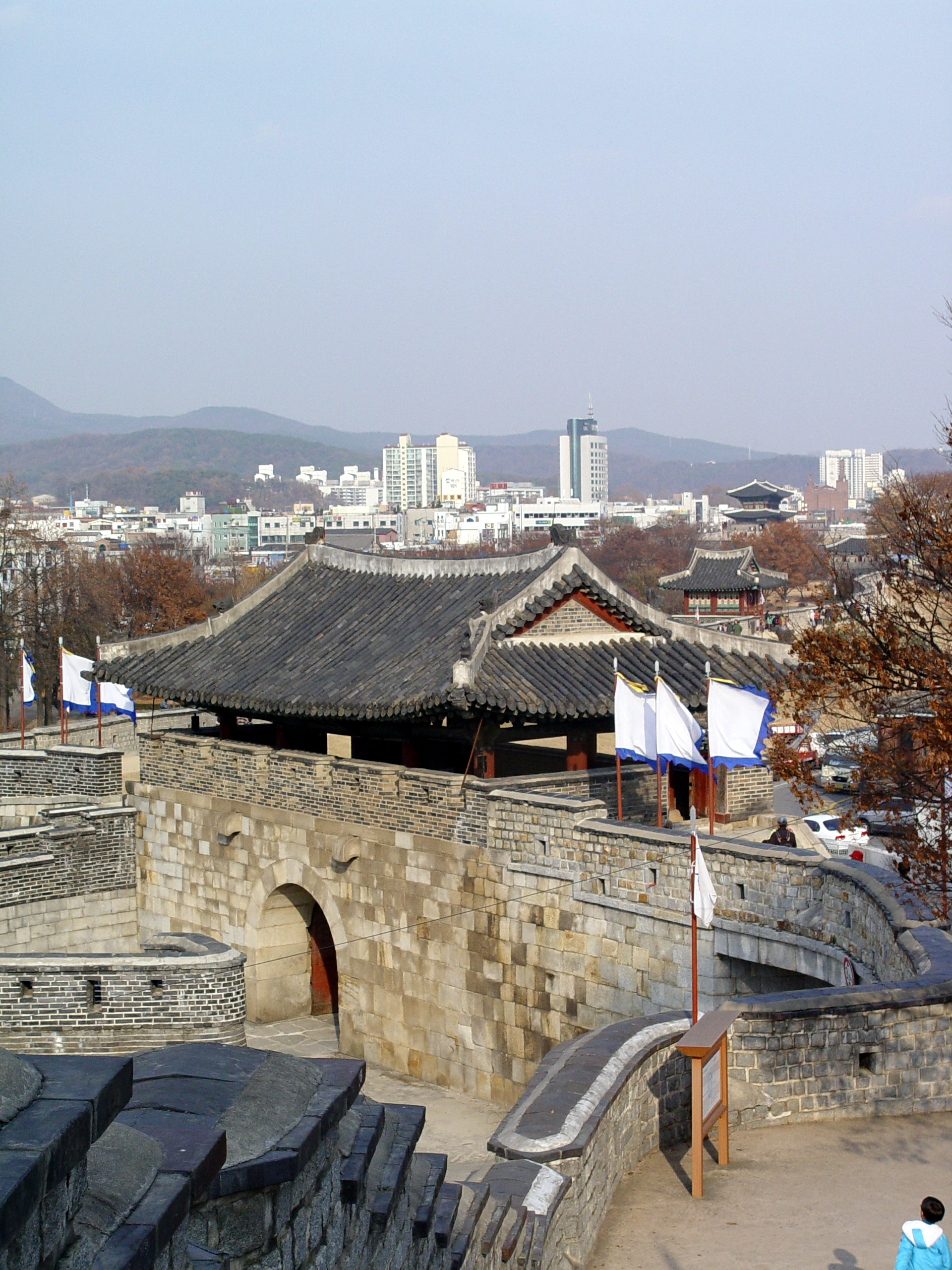
華西門、北門砲樓、北舖樓和長安門
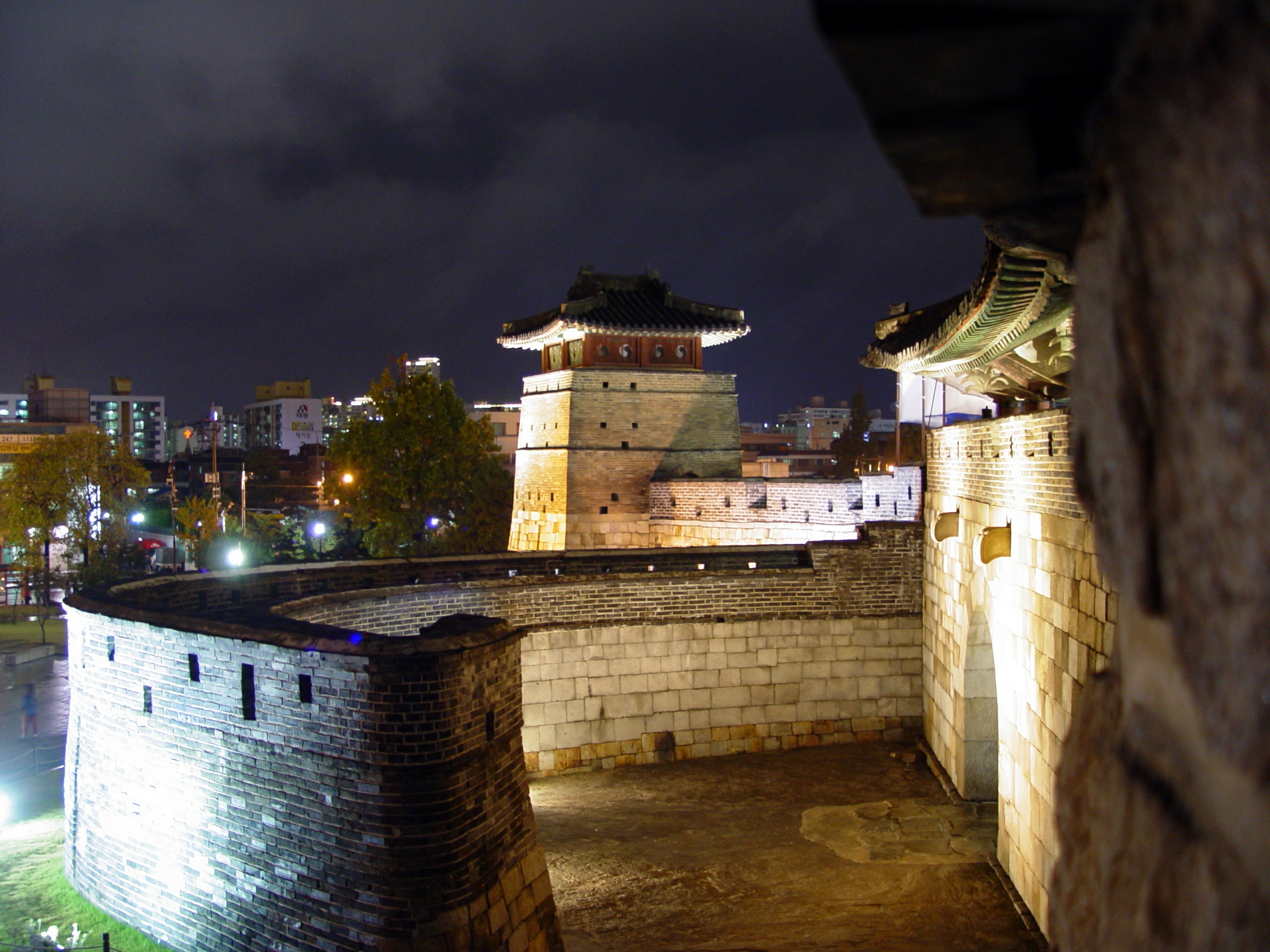
夜景
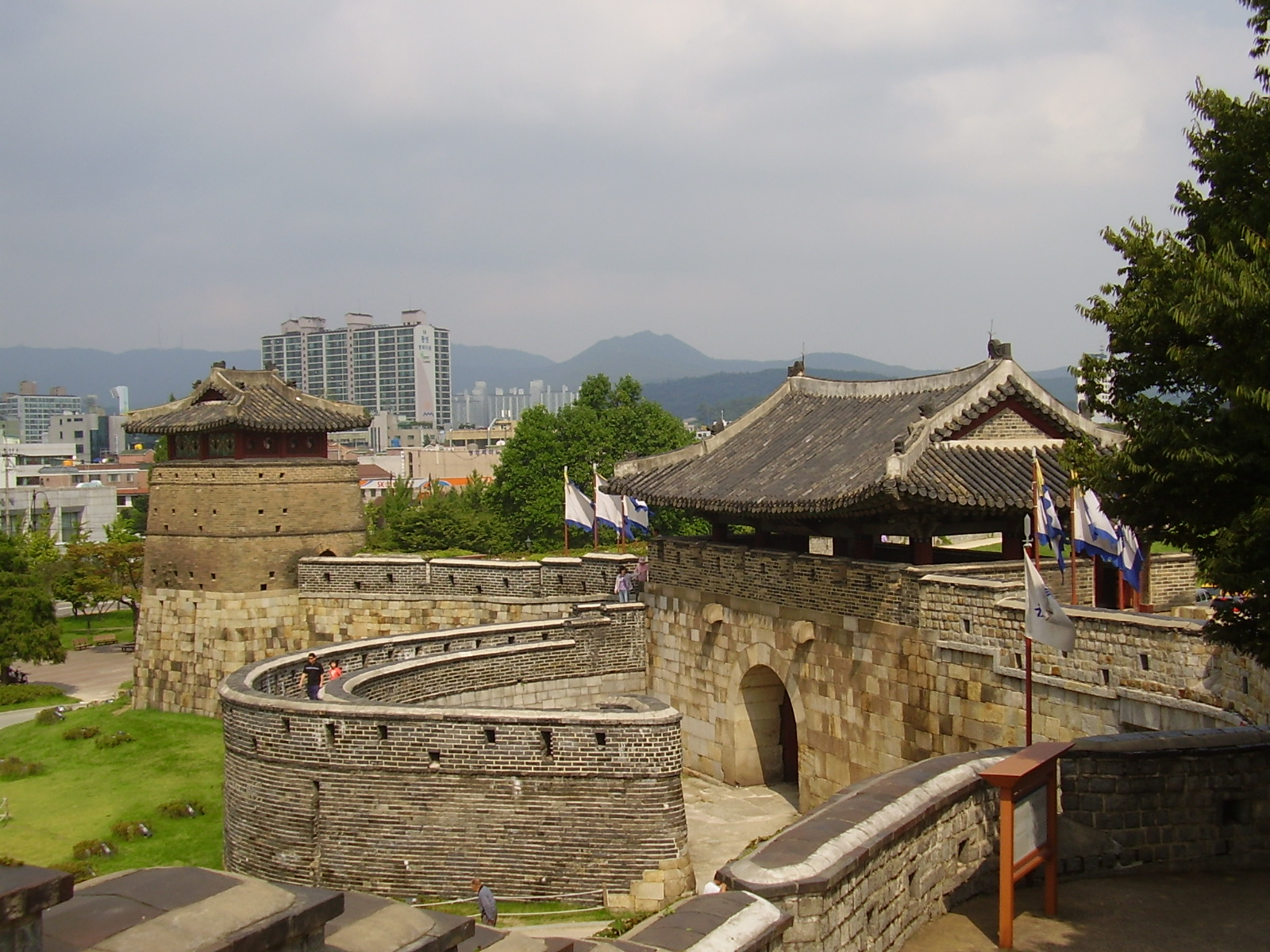
南面觀看西門
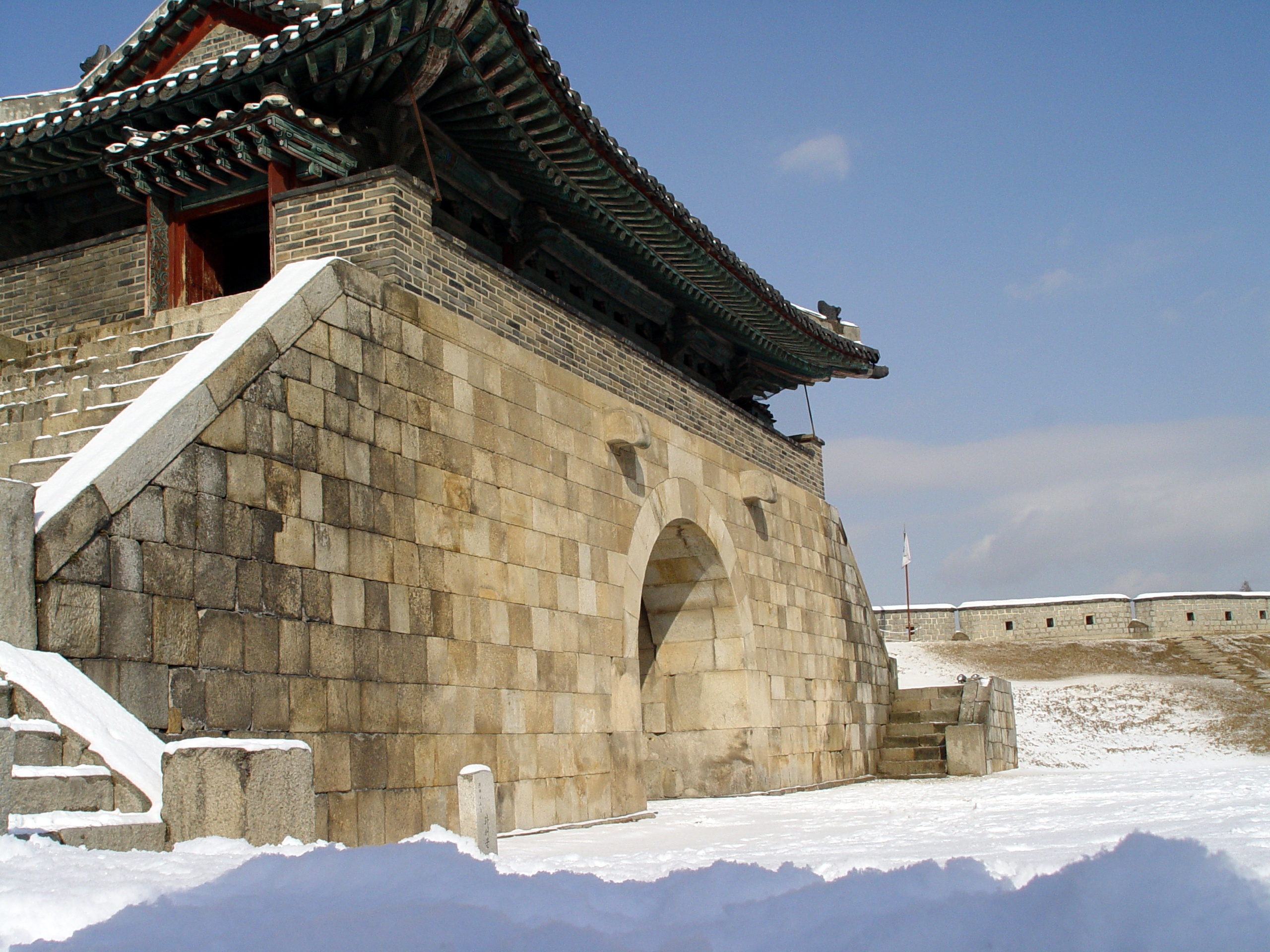
內部的雪景
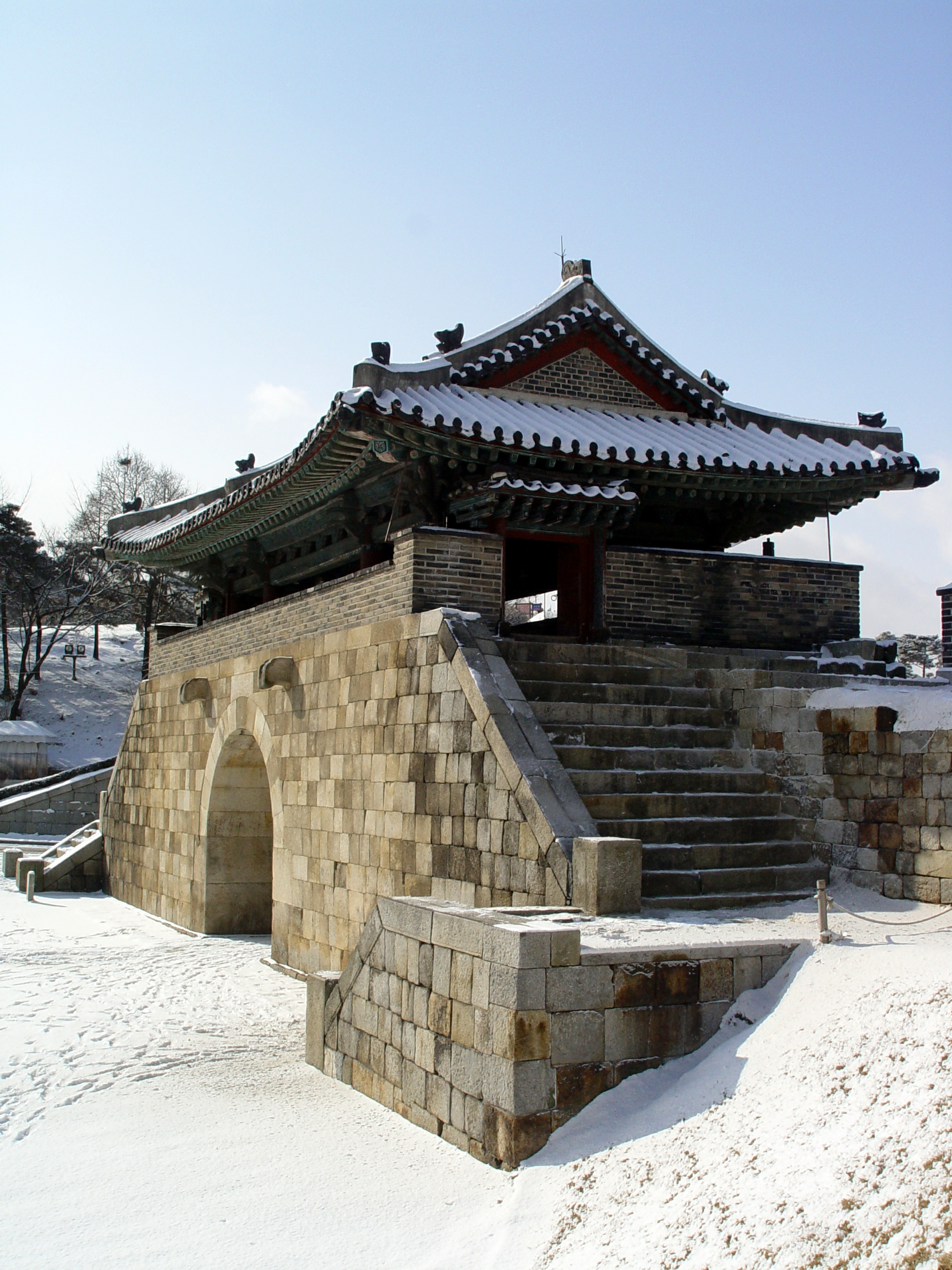
內部的雪景
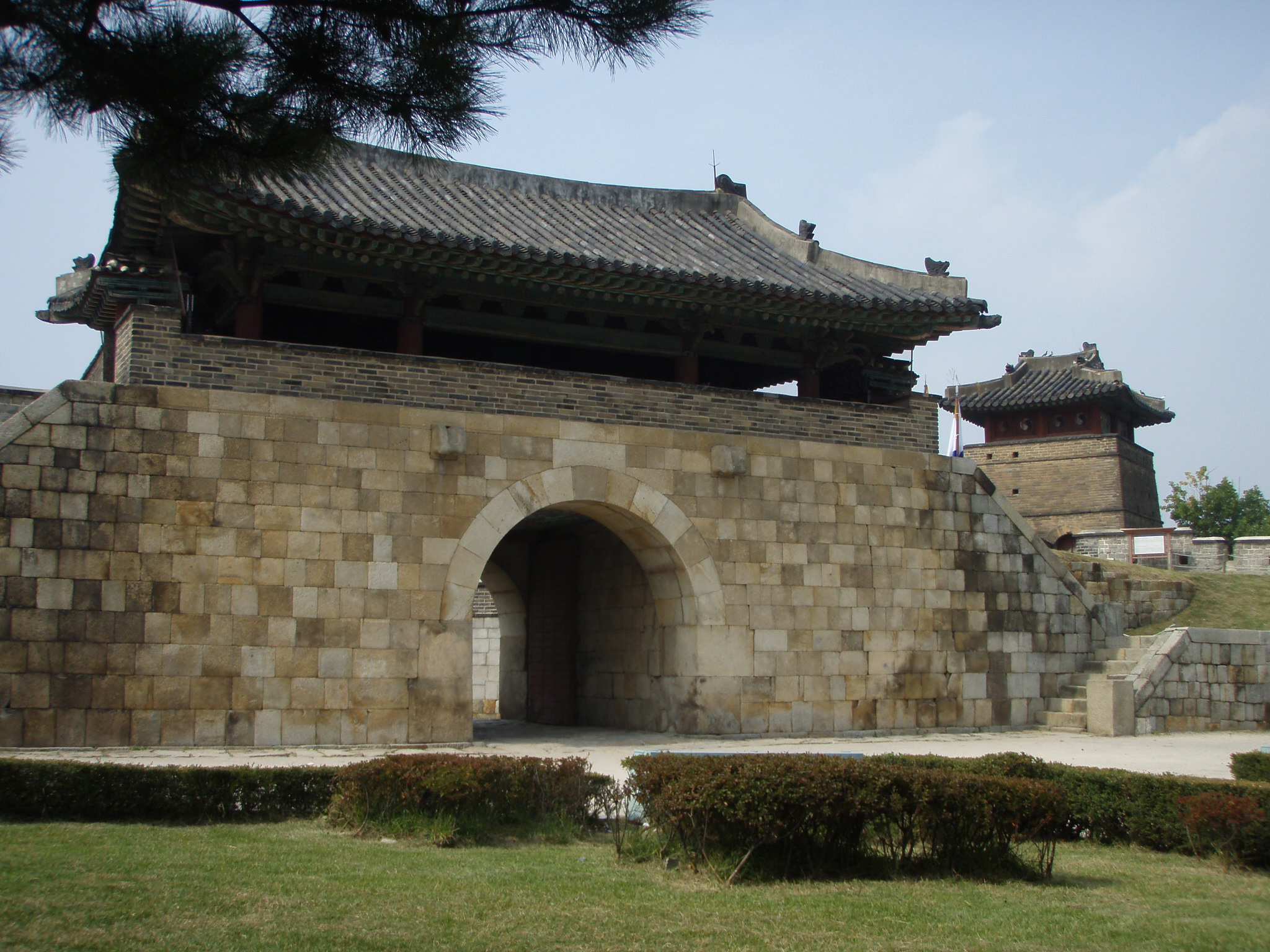
內部

### 西南甬道 (용도)
37°16′35″N 127°00′43″E / 37.27639°N 127.01194°E

為了控制沿著八達山的山脊，華城堡壘有一個甬道。它始於山頂的西南暗門，經過八達山的西南端，最後到達西南角樓，又名華陽樓（韓語：화양루）。如今這個位置提供了飽覽水原市的大景觀，包括水原站。

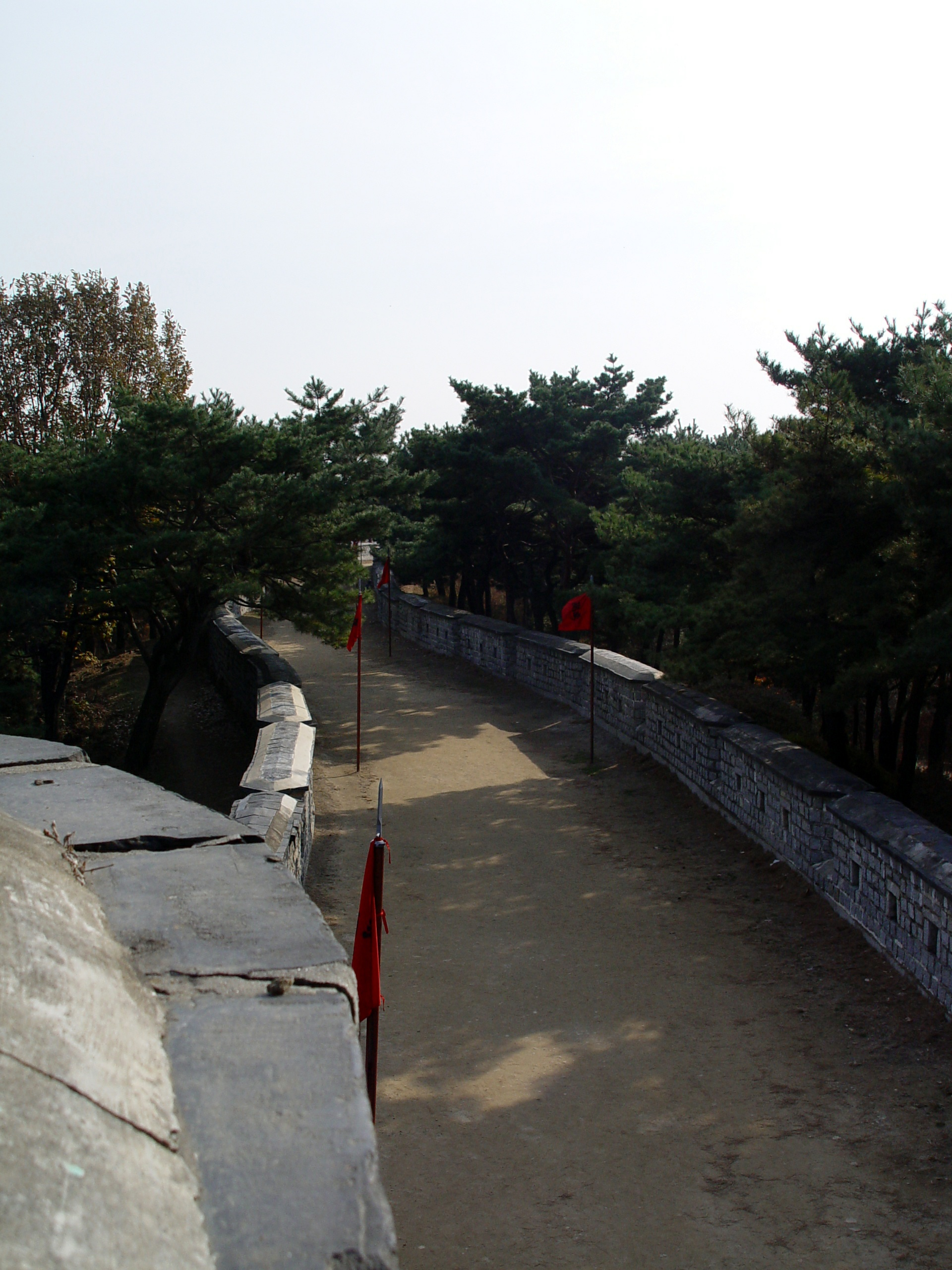
西南角樓最高點
由西南角樓看東北
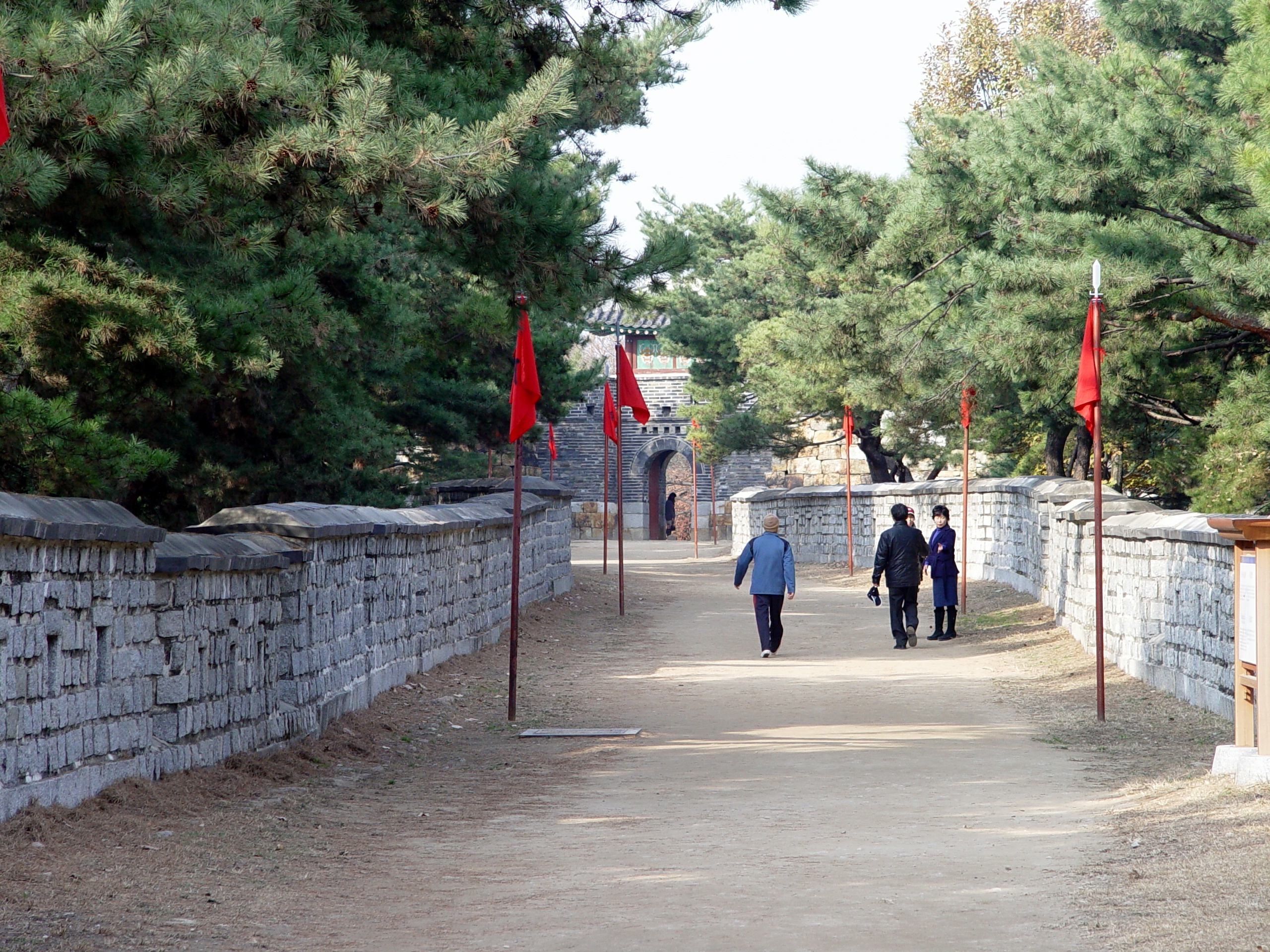
西南角樓東北方向
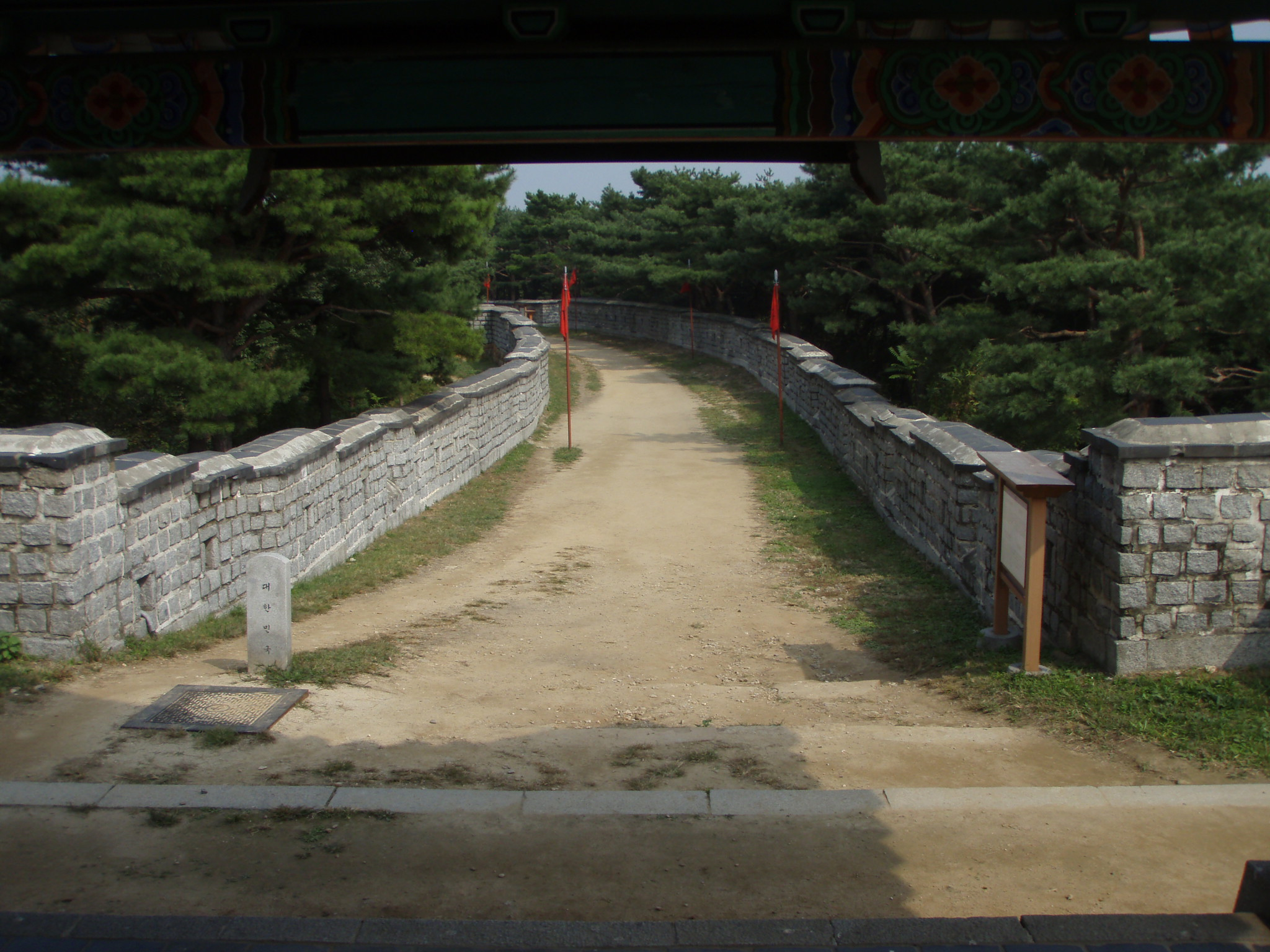
西南角樓內部

### 甬道西雉 (용도서치)
37°16′34″N 127°00′44″E / 37.27611°N 127.01222°E

兩個雉樓位於西南暗門到西南角樓方向的中間。它在暗門右側，西南一雉（서남일치）延伸至華城西部，俯瞰著水原市向西湖方湖。它也被稱為勇道西雉（용도서치）。

西雉樓的勇道

### 西南角樓 (서남각루)
37°16′32″N 127°00′44″E / 37.27556°N 127.01222°E

西南角樓，華陽樓（韓語：화양루）,位於西南暗門的尖端，可以看到許多水原建築，包括水原站。

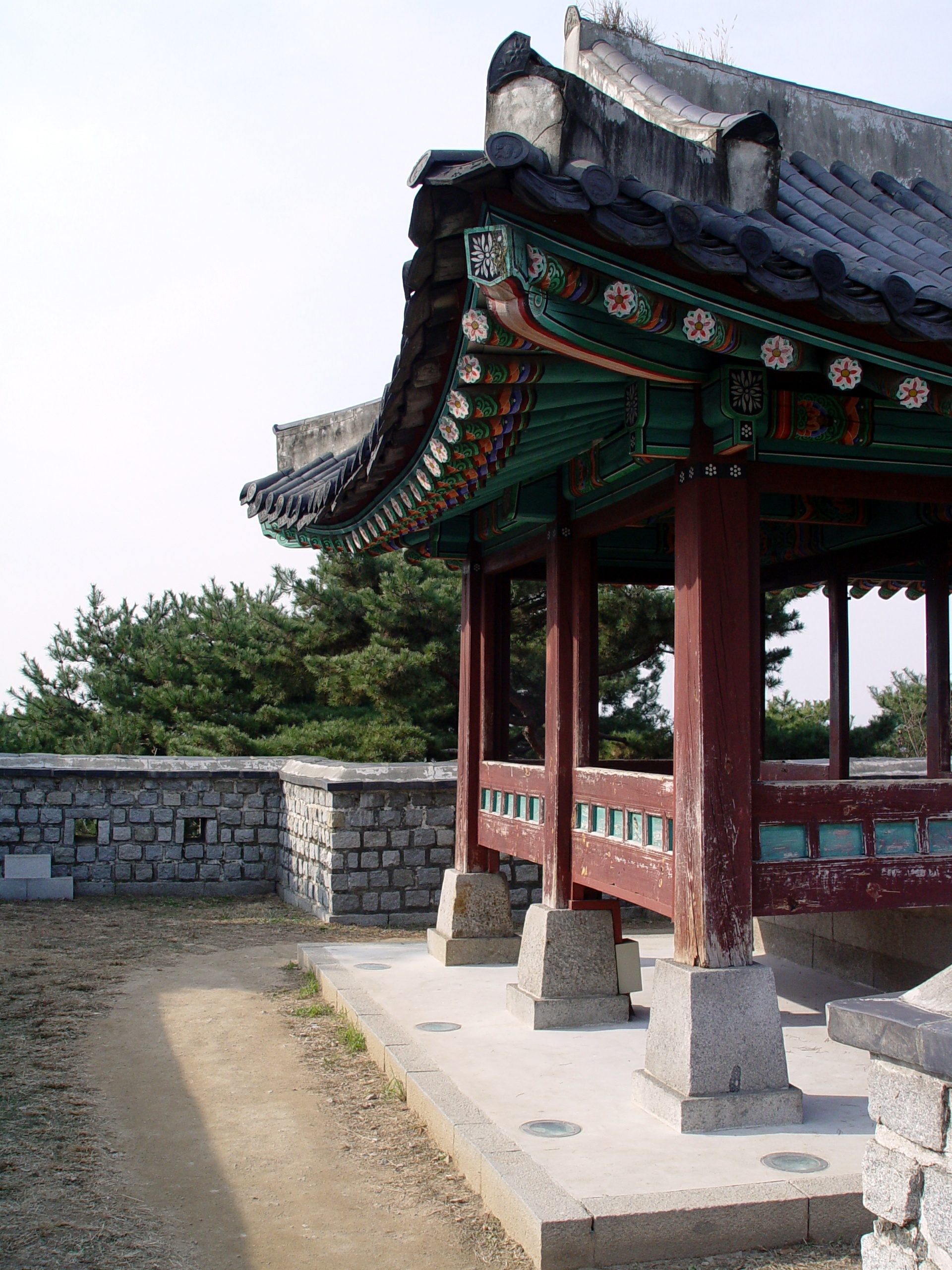
從南面
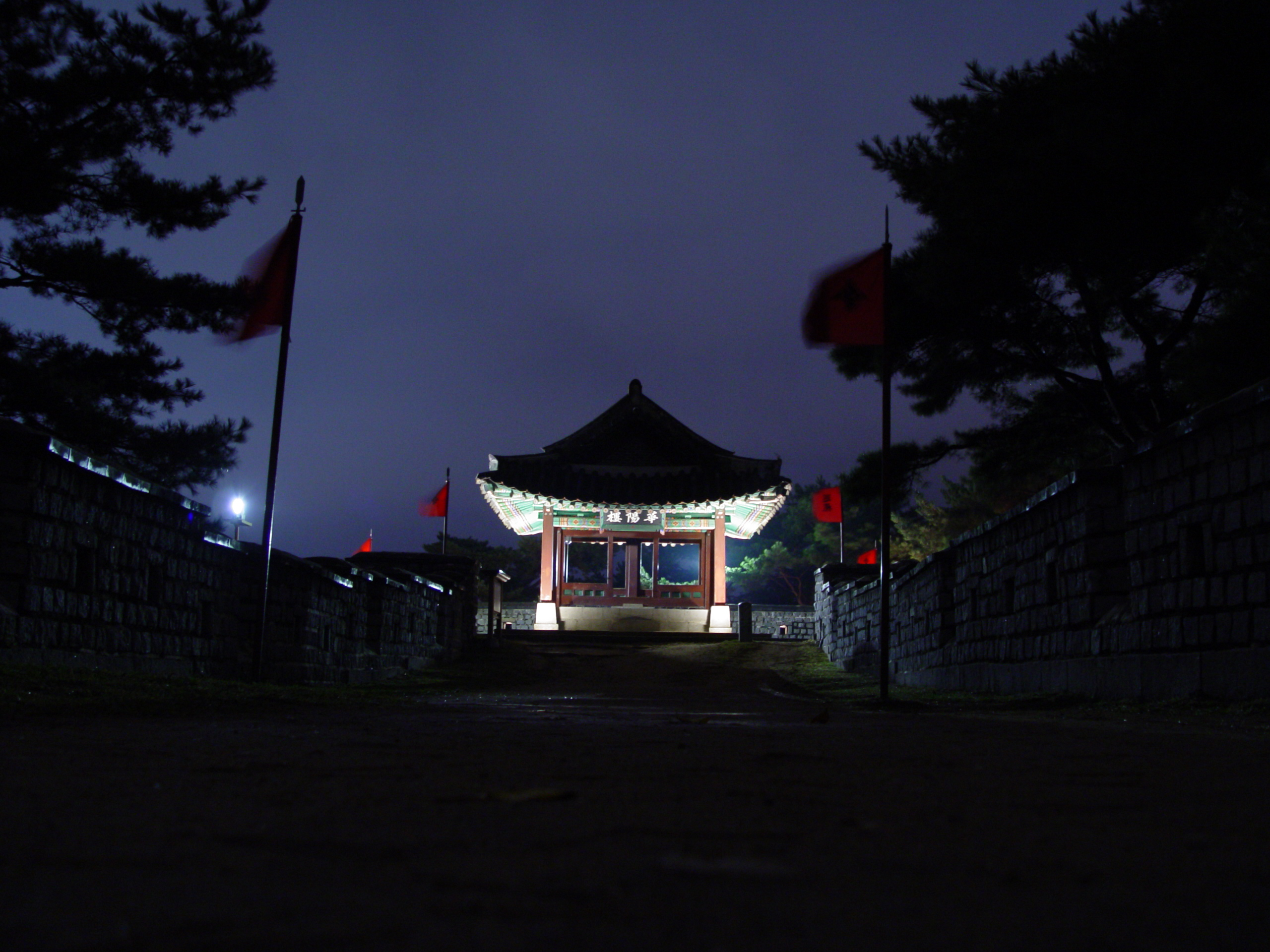
甬道盡頭的西南角
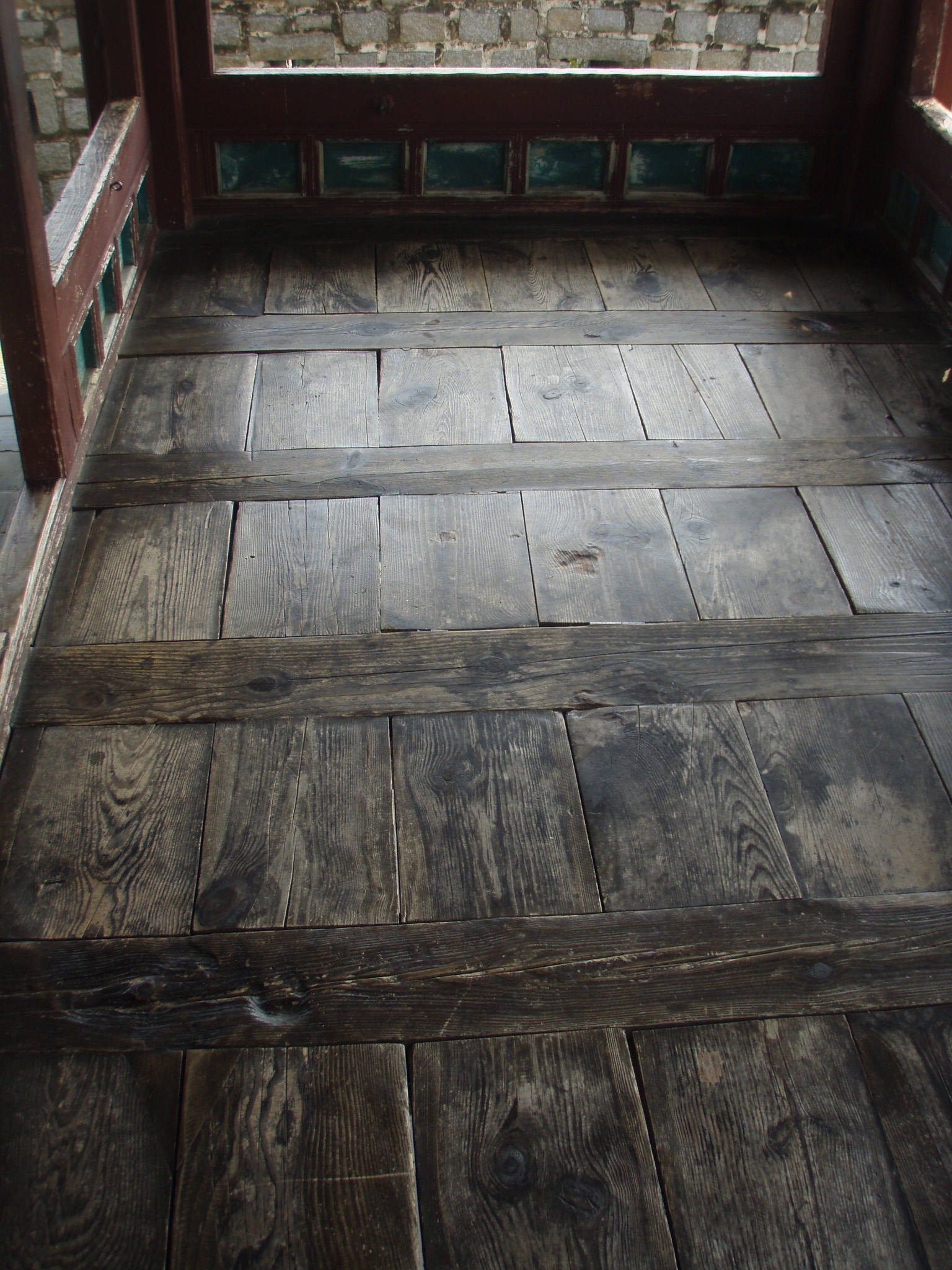
地面
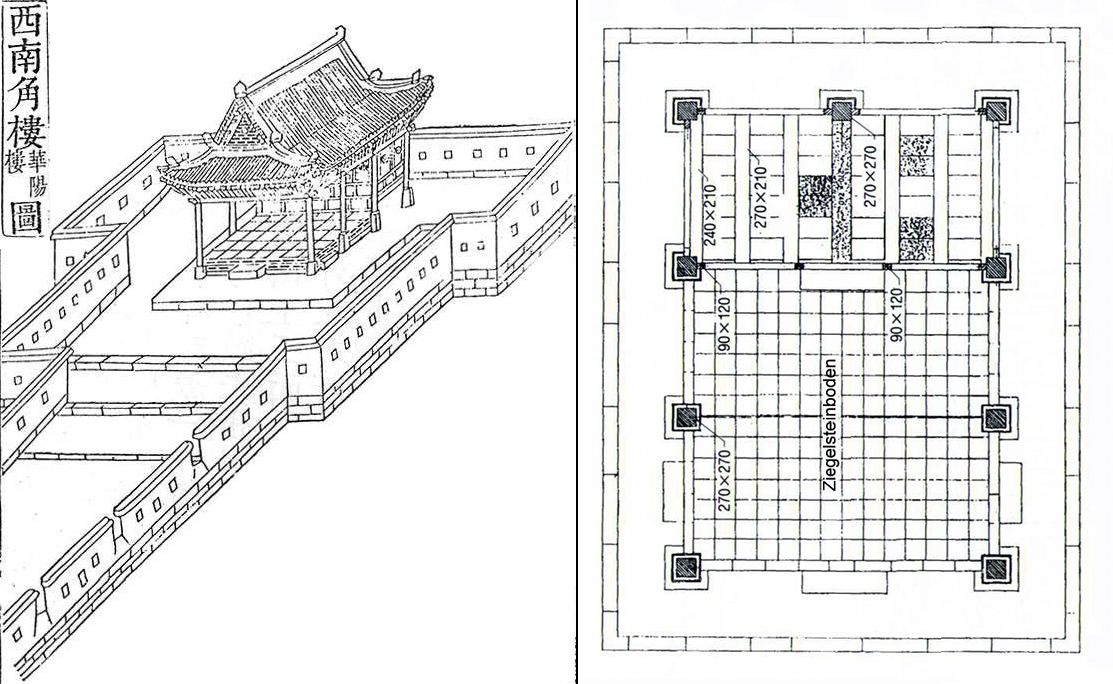
儀軌圖

### 甬道東雉 (용도동치)
37°16′35″N 127°00′44″E / 37.27639°N 127.01222°E

這兩個雉樓位於西南暗門的西南方向到西南角樓的中間。即在西南角樓的右邊，西南二稚（서남이치）一直往東延伸，俯瞰著南部八達門的城牆（現在八達山上已經變得樹木茂盛了，但現在看不到）。它通常被稱為甬道東雉 (용도동치)。 

甬道東雉

### 南砲樓 (남포루)
37°16′38″N 127°00′48″E / 37.27722°N 127.01333°E

南砲樓坐在甬道和南堡樓之間，並控制堡壘的郊區，特別接近八達門。 

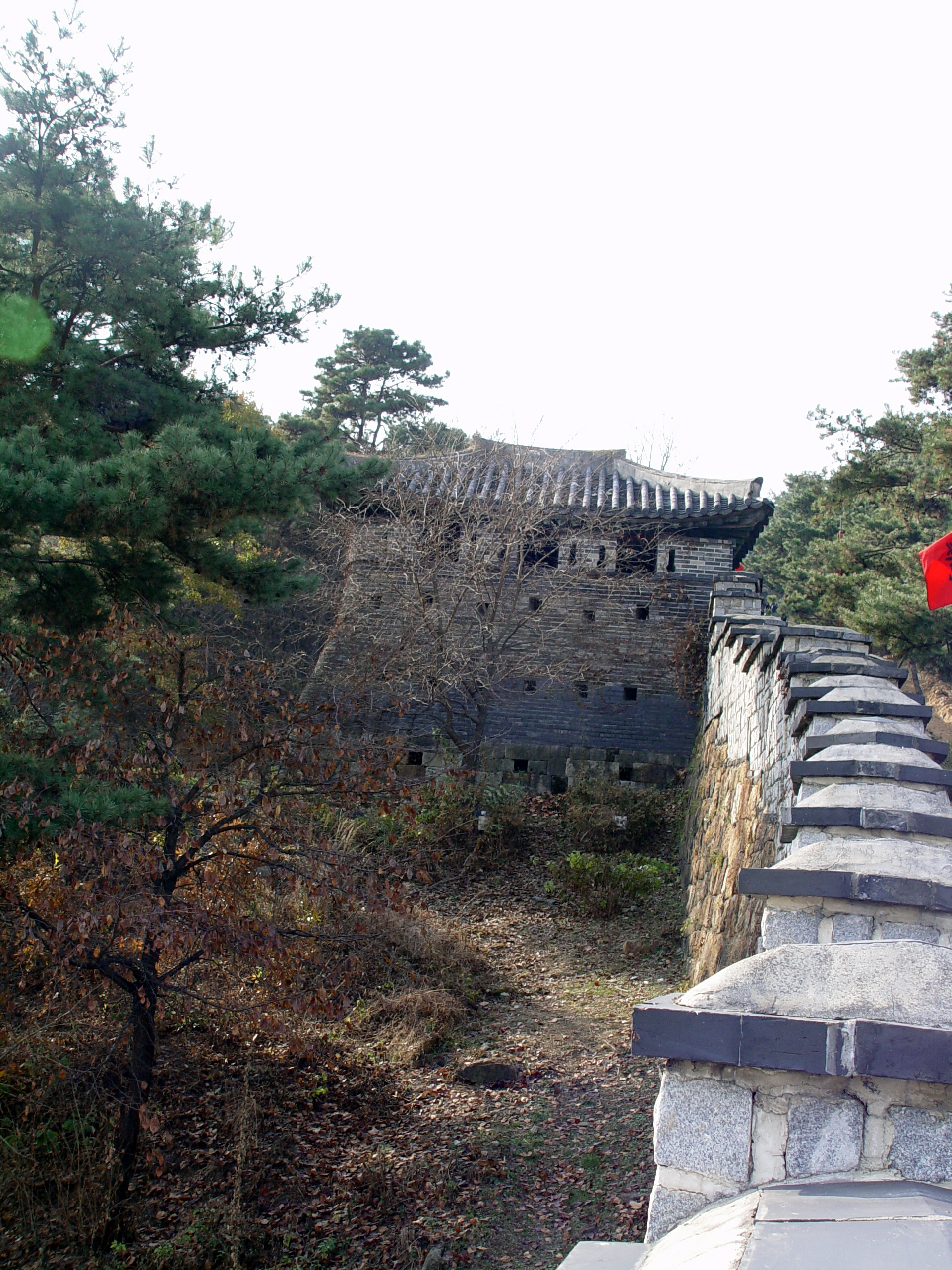
東面
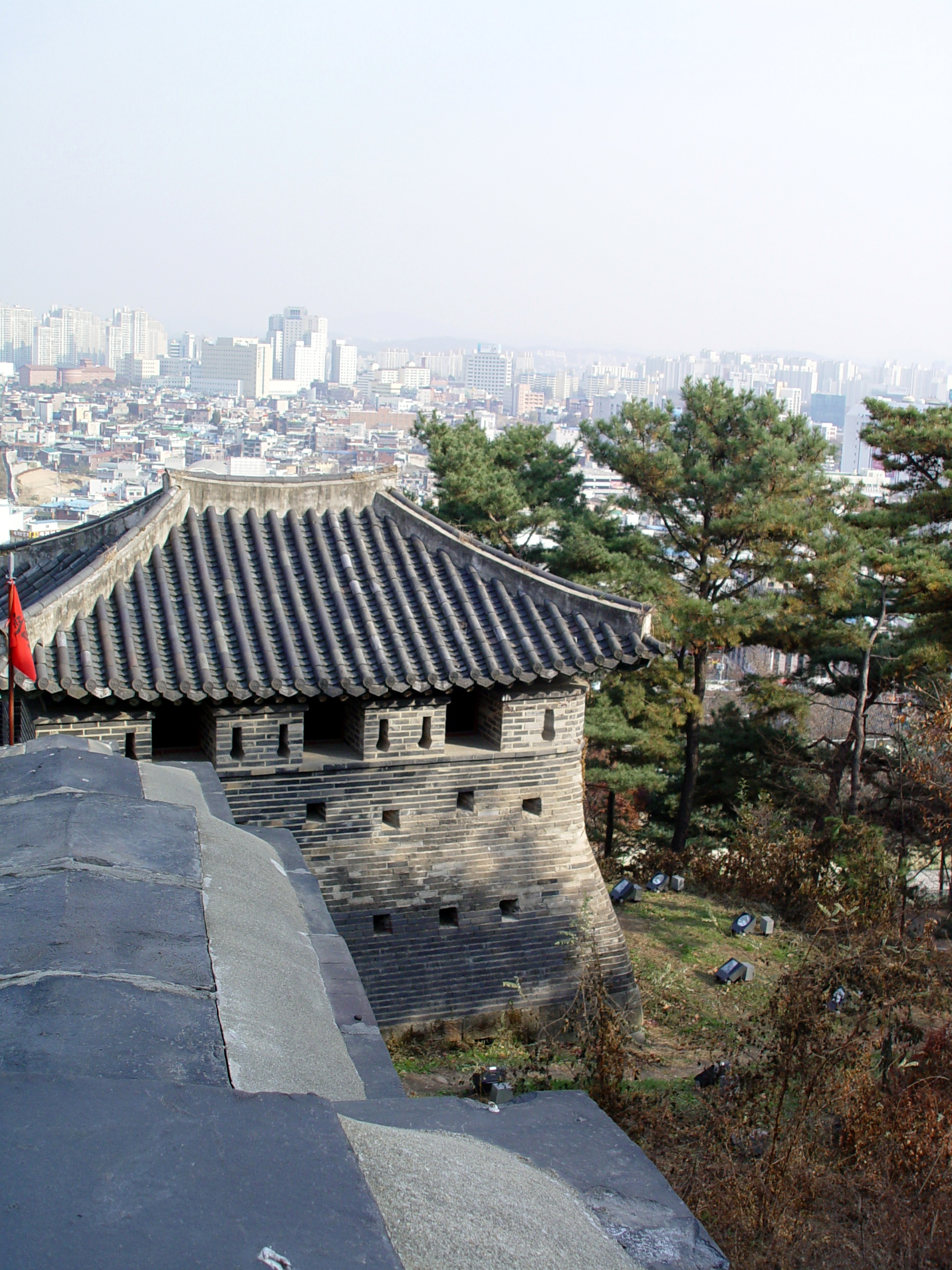
西面
華城外角度
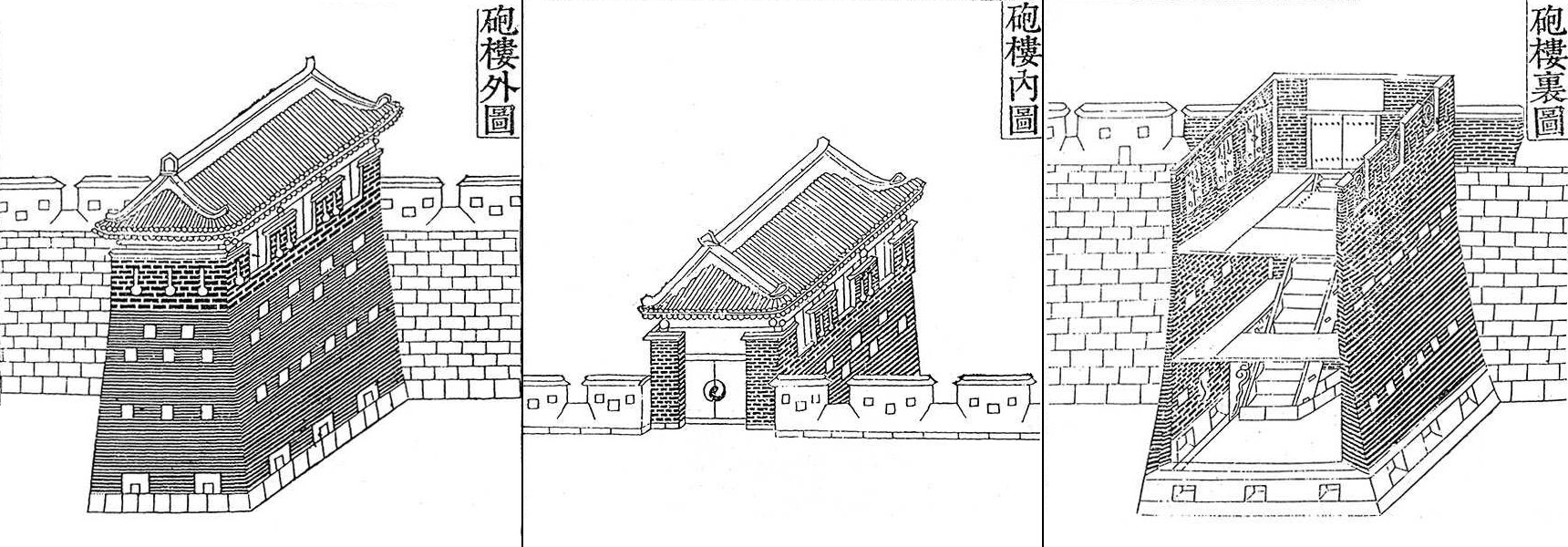
儀軌圖

### 南雉 (남치)
37°16′38″N 127°00′52″E / 37.27722°N 127.01444°E

南雉，南雉樓（韓語：남치루）,位處八達門上的八達山山坡上的城牆上，突然出現於南砲樓下面。

西面部分
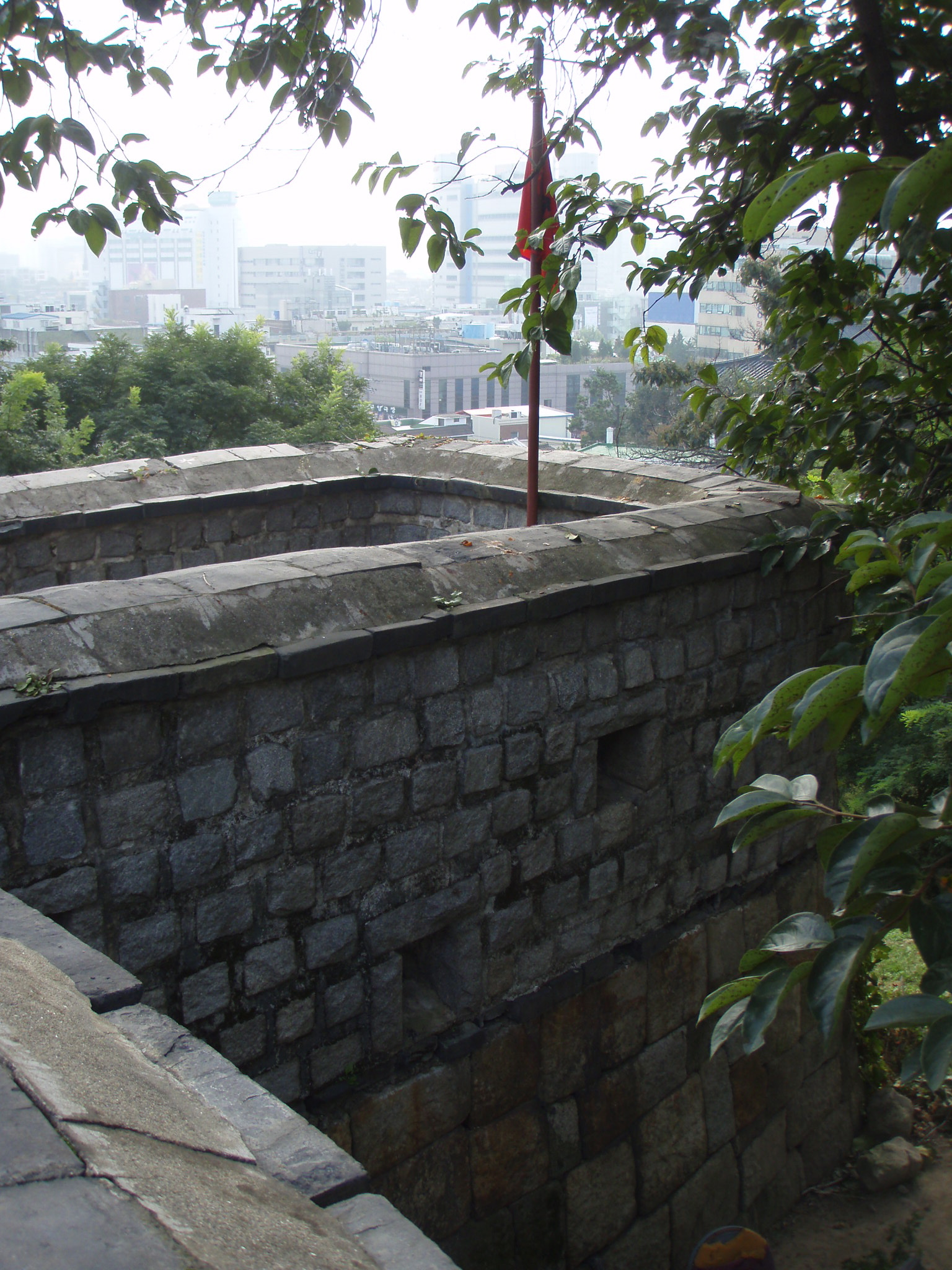
西面的特寫

### 南西敵臺 (남서적대)
當時南北門兩旁都是守衛臺。今天，只剩下北門守衛臺保留下來。

## 1795年8日大巡行
正祖因父親莊獻世子墓園—永祐園風水不佳，且在墓穴中有蛇，因此將其從楊州拜峰山遷移至水原華山腳下，並更名為顯隆園。原位於華山腳下的水原郡官衙及村莊奉命一同搬遷至八達山腳下。而每年都為正祖都會組織一次皇室巡行，敬拜他父親的墳墓。1795年二月的皇家巡行最大型的一次，適逢正祖母親獻敬王后六十歲生辰，同時也是其已故父親誕辰六十週年。（請緊記，在韓國的出生日是算1歲，所以韓國人的60歲生日是指61歲）。在1795年的巡行是一個巨大的事件，動員共5,661人和1,417匹馬。
像往常一樣，這個庭園事件也被皇家圖書館記錄下來，根據《園幸乙卯整理儀軌》(乙卯= 1795年)。每一個儀軌，本文件的幾個「正式副本」已經被確認（正本更為珍貴，為國王使用而保留）。 該儀軌的主要文件是八屏: 華城行幸圖 屛風(화성행행도 병풍）如今，這個屏風存在三個副本中，其中一個是棕褐色的，另是一個藍色（見下面的畫廊）和一個彩色，[17]而朝鮮國王使用的副本。最後一份可以在三星藝術博物館看到，並在2005-04-15被指定為國寶1430號。
這些畫作描繪了巡行的重要事件，儘管畫廊小組的順序並不反映巡行實際的程序。
1. 在華城的聖廟進行祭祀, 1795年2月11日
2. 文武考試, 1795年2月11日
3. 在奉壽堂為正祖母親舉行六十生辰宴會, 1795年2月13日
4. 洛南軒的養老宴, 1795年2月14日
5. 在守將臺的夜間軍事演習, 1795年2月12日
6. 世祖在得中亭進行射箭活動, 1795年2月14日
7. 巡行期間回到行宮, 1795年2月15日
8. 在鷺梁津巡行期間穿越漢江上的一座浮橋, 1795年2月16日

在奉壽堂舉行的宴會，像當時的傳統繪畫類似。然而，描繪返回行宮的巡行的場景的組成形式是「之」的形狀，這是著名的法院畫家金弘道的終身畫作的特徵。畫廊最後一幕描繪了巡行隊伍橫渡在漢江一座浮橋上展現出獨特的作品，這在當時在皇室巡行畫中很少見到類似場景。
根據皇室記錄，正祖的母親獻敬王后對於如此宏偉的規模和驚人精確度的屏風感到非常高興，她獎勵了七位參與其中的畫家。分別是崔得賢（韓語：최득현）、金得臣（韓語：김득신）、李命奎（韓語：이명규），張漢宗（韓語：장한종）（1768 - 1815），尹碩根（韓語：윤석근），許寔（韓語：허식）（1762 - ？）和李寅文（韓語：이인문）。

這些小組和山城的軍事圖之間的比較很有趣：庭園畫家的重點似乎更多地針對文官(例如: 龍淵在何處?以及如何通過北暗門(북암문)到達這個池塘？)。而不是關注軍事(例如東將臺在圖中消失了)。其中一個原因被認為是出於某種軍事「機密」的考慮。

## 重建和維修
水原華城主要的重建工作是在1970年代進行，雖然在之後經過都定期維護。 在下列表中概括了各項重建的成本（韓圓₩）（來自京畿道的數據）。
| 日期      | 區域          | 結構        | 週圍        | 總計          |
| --------- | ------------- | ----------- | ----------- | ------------- |
| 1975年1月 | 長安門-西將台 | 281,144,000 | 11,770,000  |               |
| 1975年2月 | 西將台-八達門 | 192,024,000 | 4,190,000   |               |
| 1976年    | 北水門-蒼龍門 | 289,150,000 | 137,650,000 |               |
| 1977年    | 長安門-北水門 | 46,944,000  | 133,900,000 |               |
| 1978年    | 蒼龍門-甬道   | 148,088,000 | 234,690,000 |               |
| 總共      |               | 957,350,000 | 522,200,000 | 1,479,550,000 |

- 直至2008年冬天水原市議會正在對城牆進行維護，而南門的屋頂正在進行徹底的拆除和重建。 [12]
- 直至2011年3月，東北空心燉開始進行維護工程
- 南水門的全面維護工作在2010年6月展開，實際閘長29.4米，寬5.9米，高9.3米。重開典禮是2012年6月9日。[19]

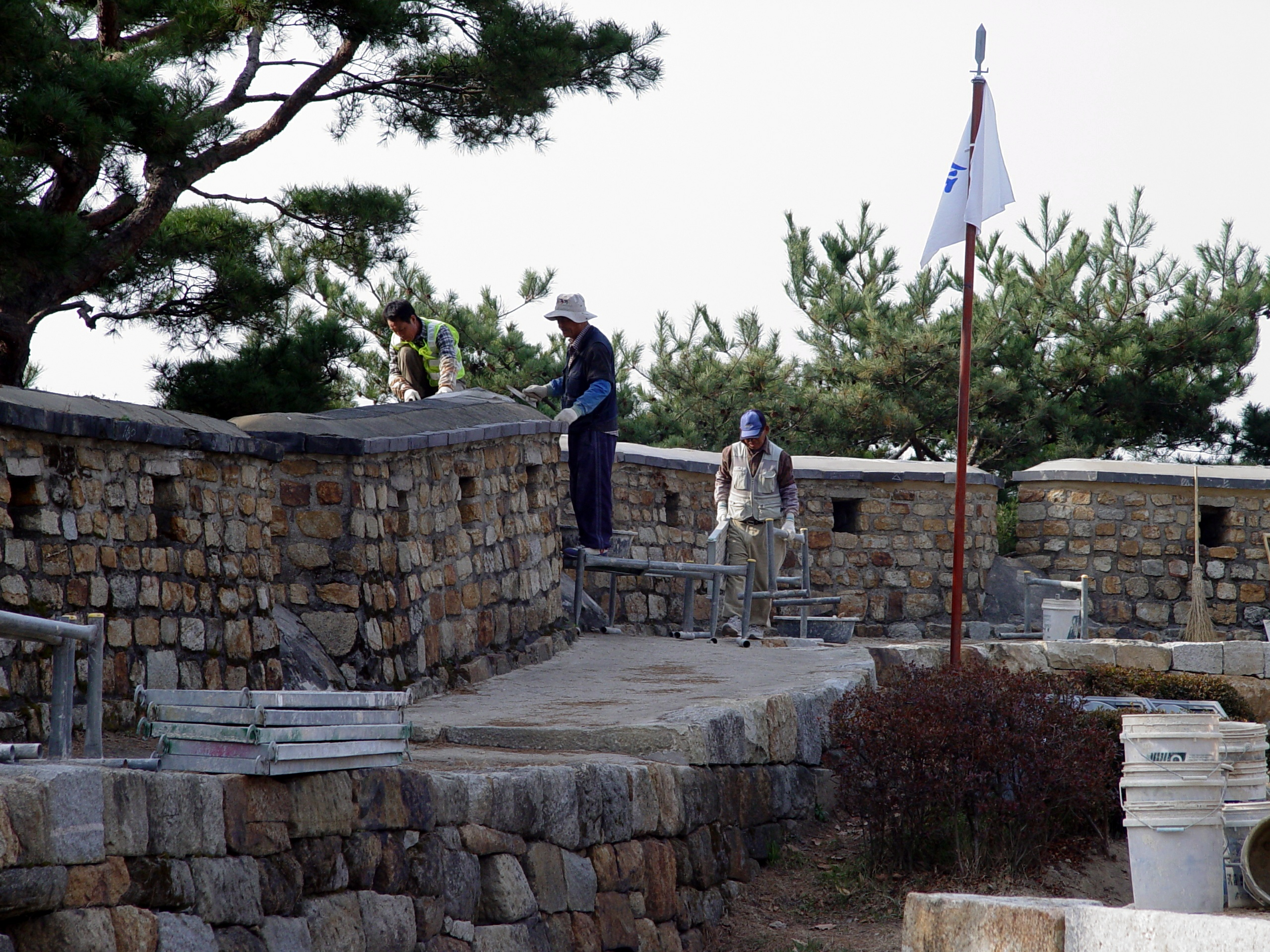
西將台的維護工程
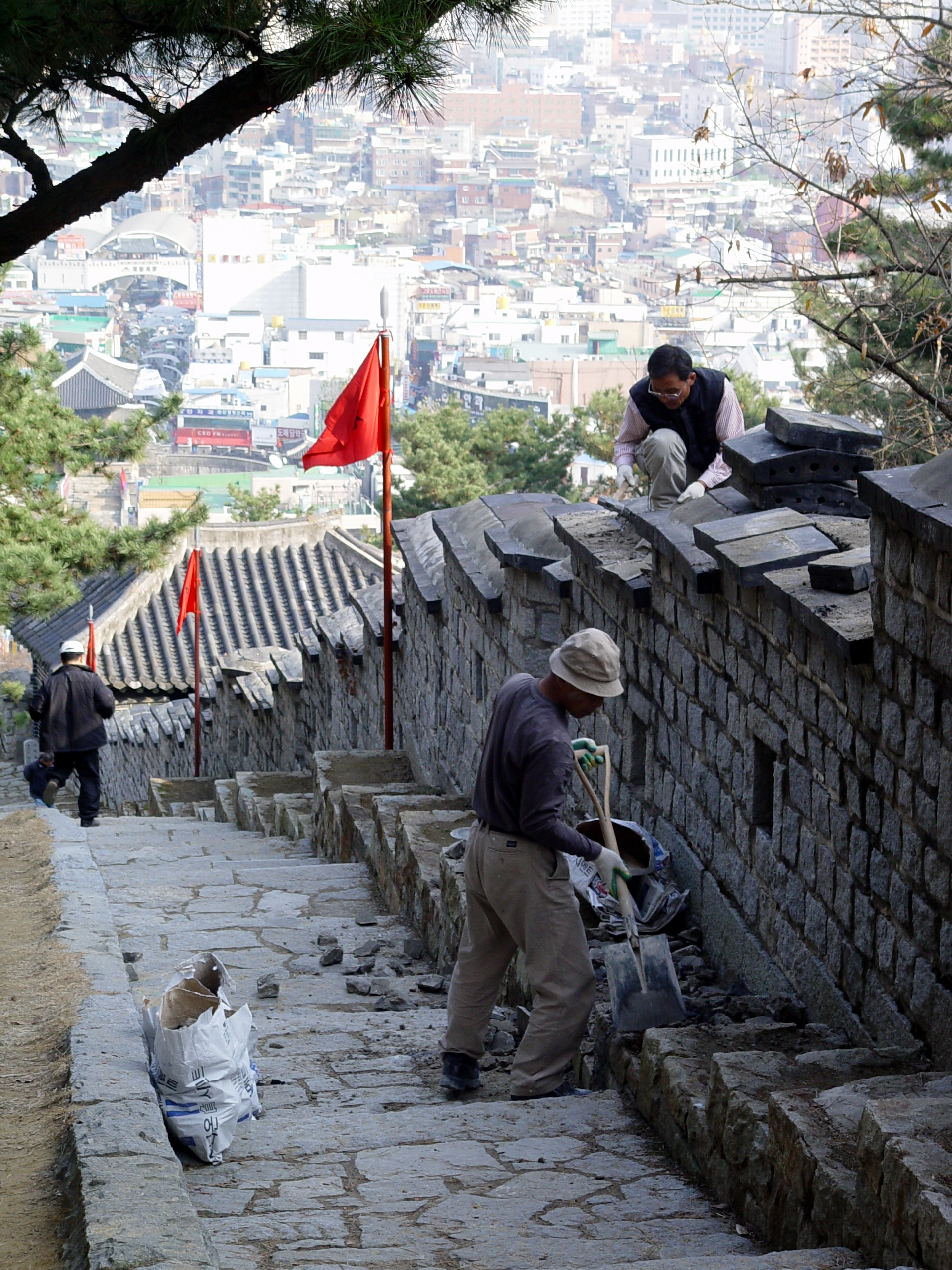
南鋪樓的維護工程
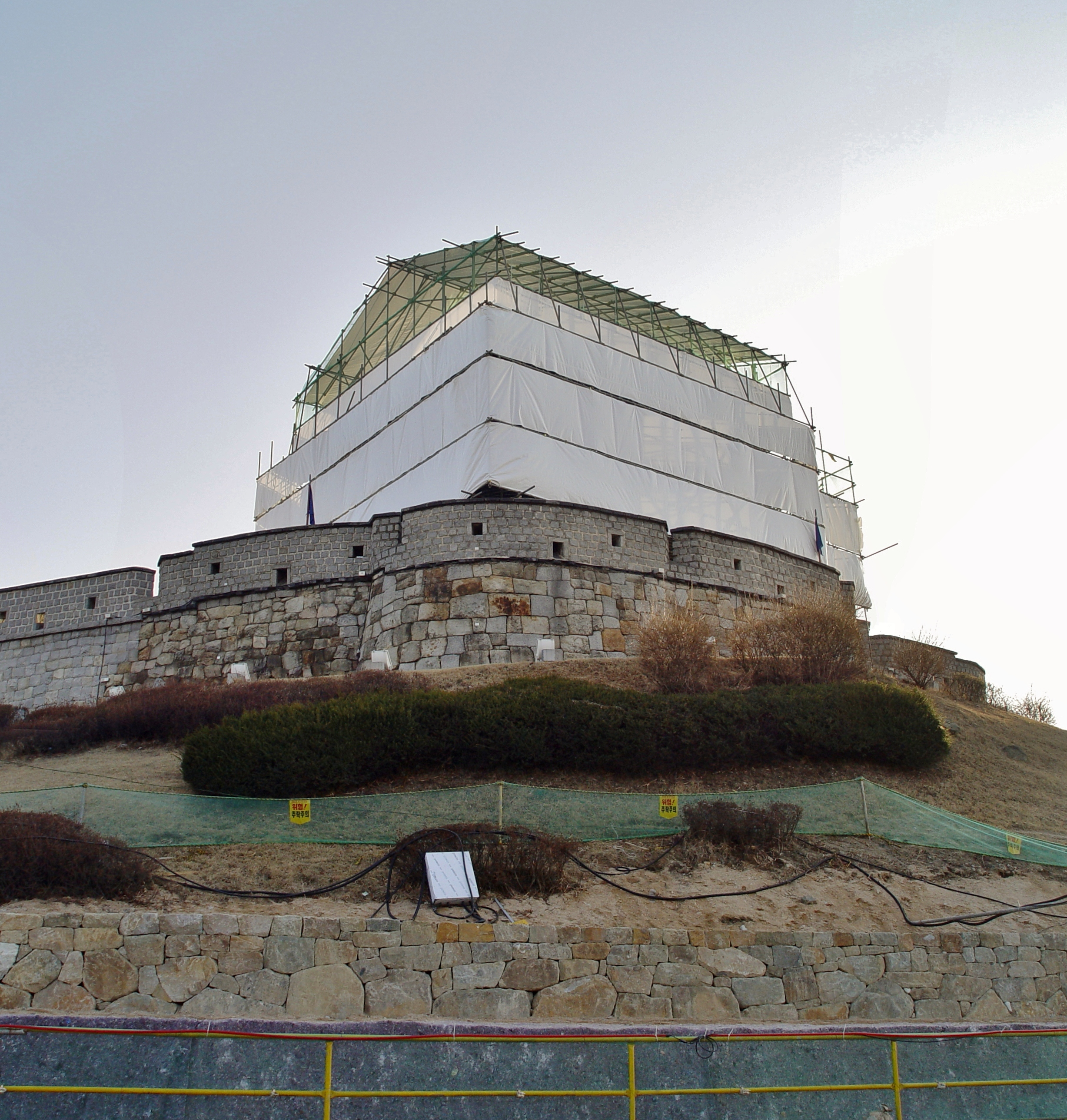
東北空心燉維護工程

## 節日和表演
水原華城有幾個值得觀看的表演和節日。大部分表演在行宮前面的廣場進行，如下。

### 週末表演
在三月至十一月的每個星期六下午二時舉行各種傳統表演。

### 武術表演
二十四武術表演是按照正祖國王時代他所採用的慣例而進行的演示。二十四武術表演在1790年由李德木和朴齊家以及武術大家白東秀（韓語：백동수）製作武術教學的教科書，教科書大多內容是由朝鮮王朝的藝術所組成的。這些武術是由華城的士兵在壯勇營（장용엉）的監督下所練習的。示範活動由3月至11月11日（星期一除外）每天早上11時，而12月僅在星期六和星期日舉行。

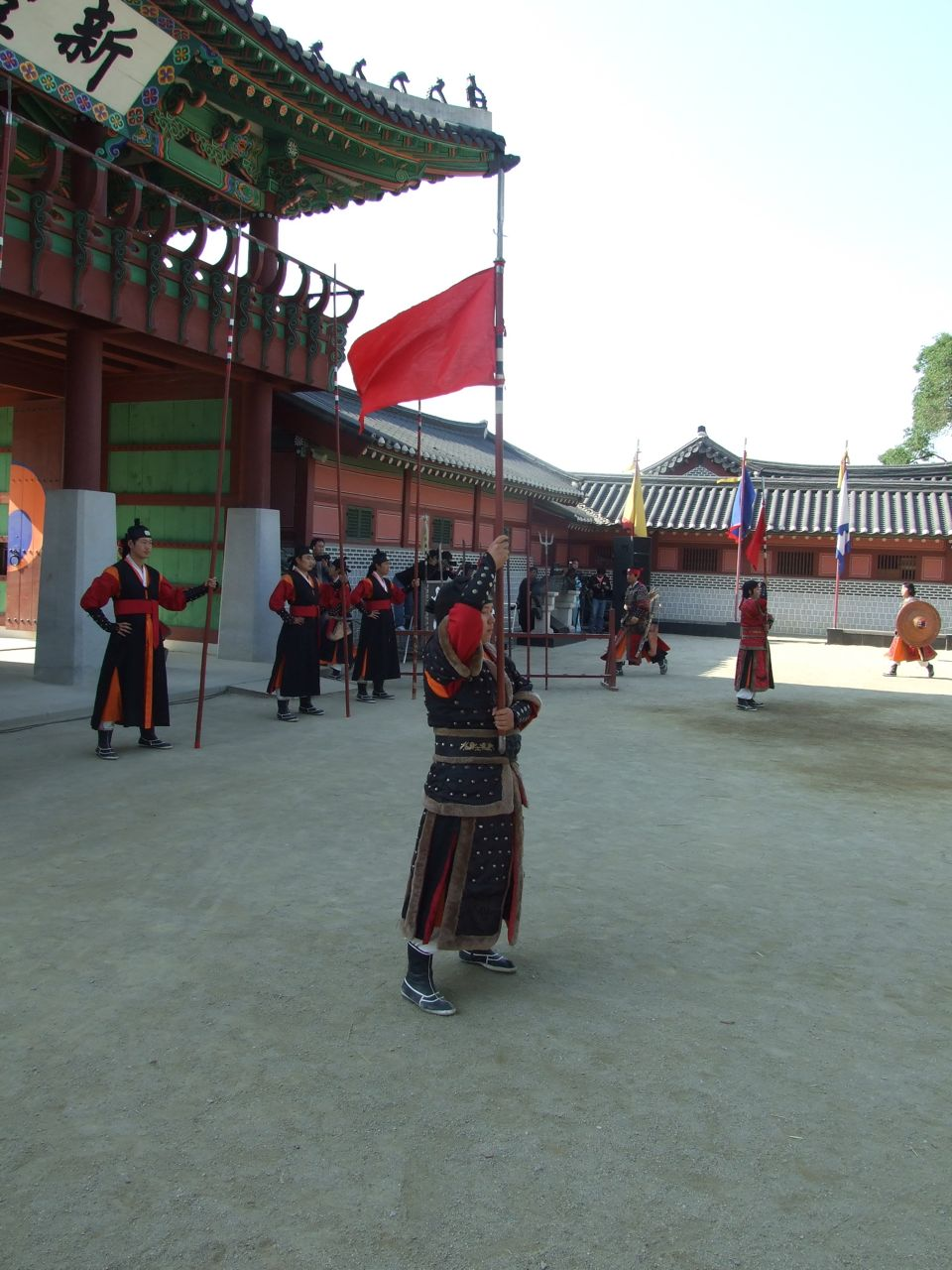
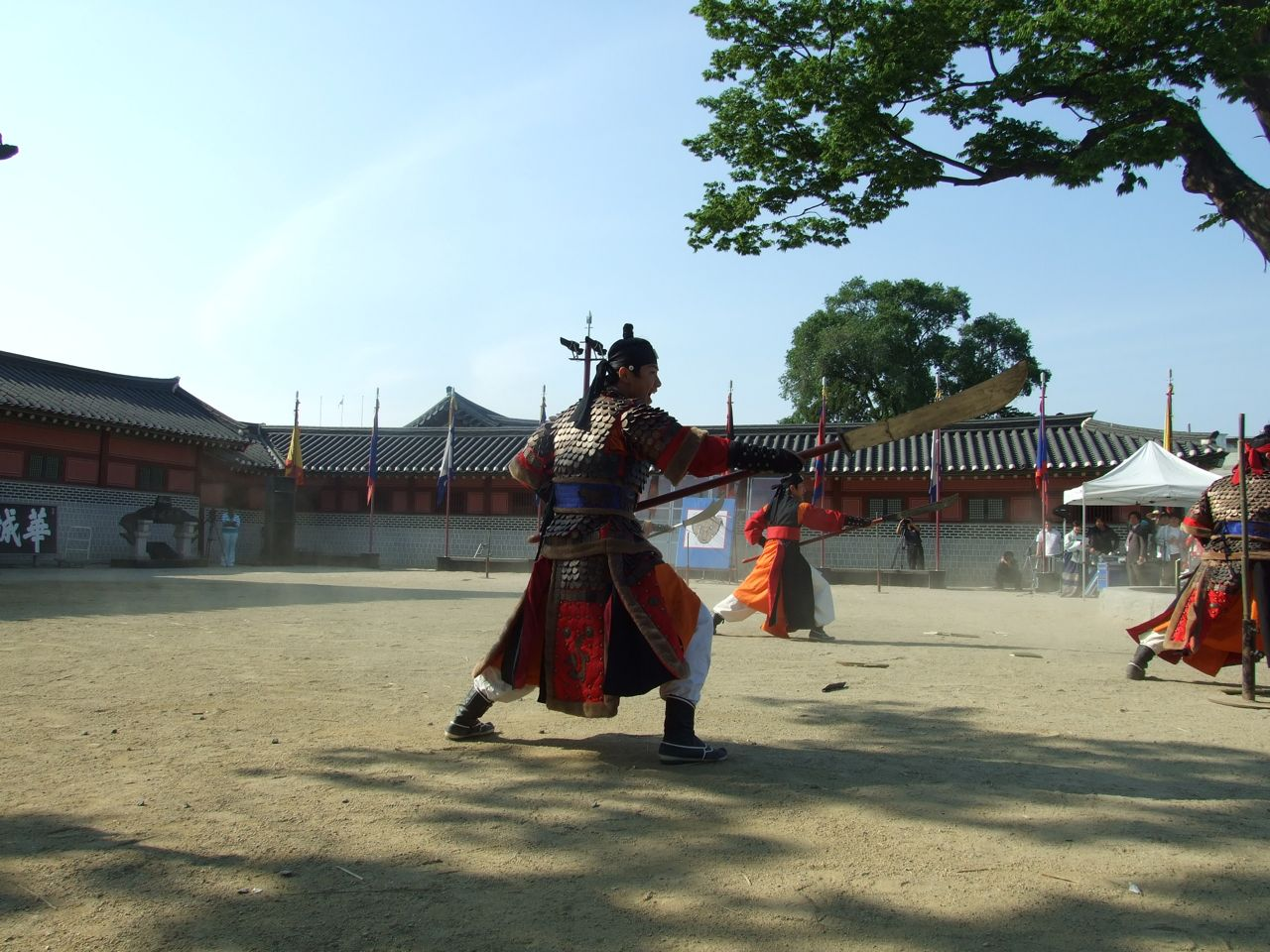
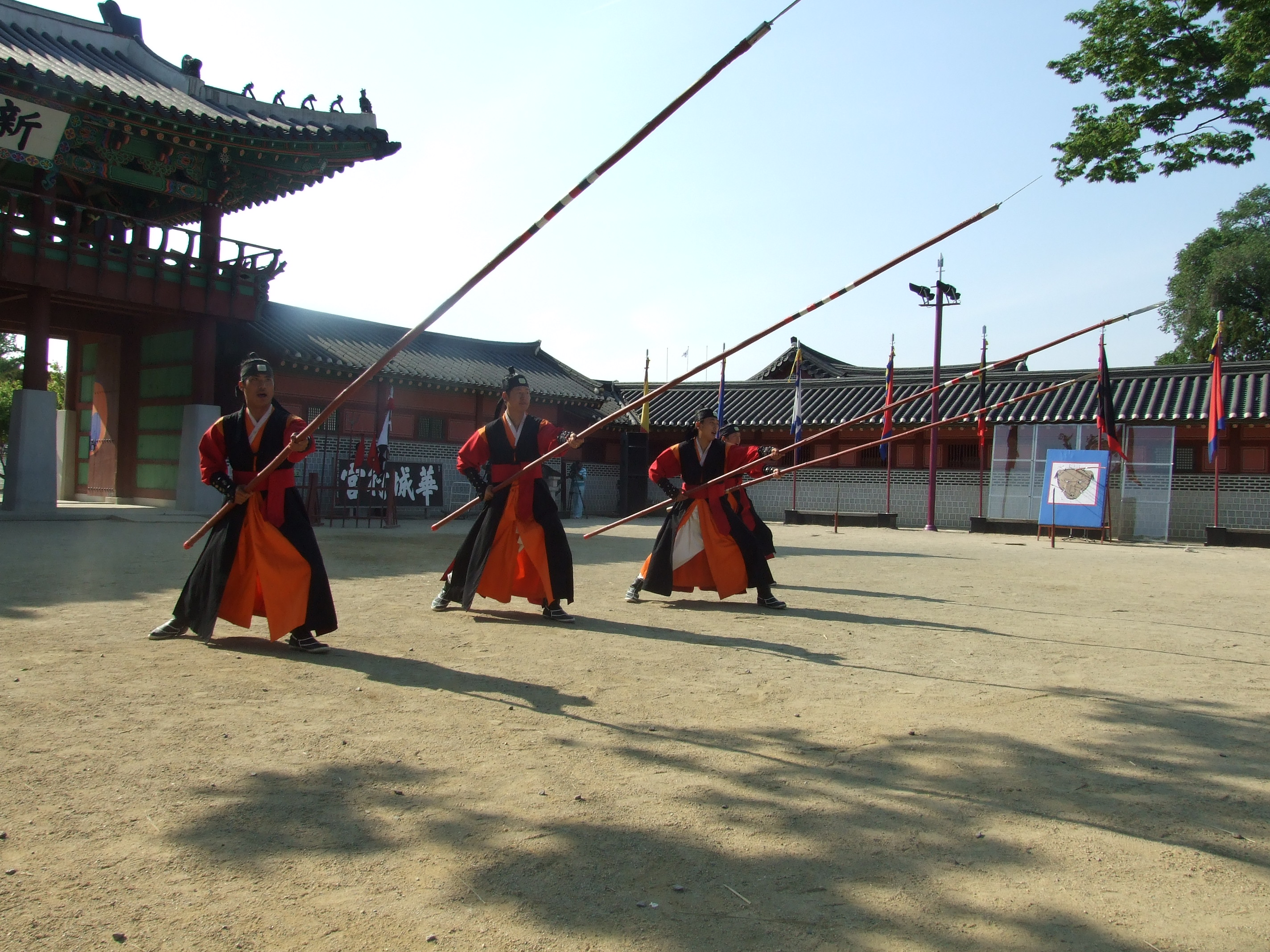

### 皇家衛隊儀式
這個儀式是在重建十九世紀九十年代在華城的皇家衛隊儀式，由被提拔為「訓練守衛」（韓語：훈련수위）的皇室衛兵。當時在韓國最大的軍營中有一萬二千人守衛。當正祖國王於1789年將他父親的遺體搬到水原時，他命名為顯隆園（韓語：현륭원），並派兵從這個營中守衛新園址。1793年將水原城的名稱從水原地改為華城，在牆內修建了一個附屬於華城的壯勇營。根據華城的官方網站表示，這個表演將從3月到11月每個星期日的下午2點舉行。

## 虛構描述
水原華城堡壘是韓國電視劇正祖暗殺之謎－8天的拍攝場地。該部電視劇描述1795年正祖為他母親獻敬王后60歲生日所組織的慶典，同時也紀念了他已故父親莊獻世子六十歲生日。
劇本是基於2006年由午世英（오세영）撰寫的小說《遠行》（원행）。劇中除虛構的元素之外，主要參考兩個歷史的來源。恨中錄序列中許多部分被廣泛使用，紀錄在莊獻世子死亡之前（1762年）的閃回部分，而朝鮮皇室圖書館的官方文件則用於1795年的建設華城的活動紀錄文件：《園幸乙卯整理儀軌》（원행을묘뎡니의궤）以及關於華城整體的《華城城役儀軌》（화성성역의궤）。

## 遊覽提示
水原華城提供列車遊城服務，它由一輛動力車和三輛乘用車組成。電動車的前部具有龍頭的形式，象徵著正祖國王的權威和強大的能力。乘客車類似於國王的轎車椅子，以顯示皇家權威和方便觀眾遊覽沿途景色。